# Beyoncé
Beyoncé Giselle Knowles-Carter (Houston, 4 de setembro de 1981), é uma cantora, compositora, atriz, modelo, dançarina, empresária e produtora americana. Referida como "Queen Bey", ela tem sido amplamente reconhecida por seu talento artístico, voz e apresentações ao vivo. Suas contribuições para a música e a mídia visual, bem como suas apresentações em concertos a converteram em uma figura cultural proeminente do século XXI. Ela foi eleita a oitava maior cantora de todos os tempos pela revista Rolling Stone, e também foi citada pela revista como "a maior artista viva" em 2023. A artista foi eleita "a maior popstar do século XXI" pela revista Billboard em 2024.
Beyoncé começou a se apresentar em diversas competições de canto e dança ainda na infância. Ela alcançou a fama no final da década de 1990 como membro do grupo feminino de R&B Destiny's Child, um dos grupos femininos que mais venderam discos de todos os tempos. Durante o hiato do grupo, lançou seu álbum de estreia Dangerously in Love (2003). Ela então lançou os álbuns solo de sucesso comercial B'Day (2006), I Am... Sasha Fierce (2008) e 4 (2011). Em meados da década de 2010, depois de criar sua própria empresa de gestão Parkwood Entertainment, o talento artístico de Beyoncé foi amplamente aclamado por lançar os álbuns visuais sonoramente experimentais Beyoncé (2013) e Lemonade (2016), que exploraram vários temas sociais, como infidelidade, feminismo e mulherismo. Após o lançamento do álbum dance de inspiração LGBT Renaissance (2022), ela se tornou a primeira artista solo a estrear seus primeiros sete álbuns de estúdio em primeiro lugar nos Estados Unidos. A turnê de apoio ao álbum se tornou uma das turnês de maior bilheteria de todos os tempos feita por uma mulher. Em 2025, Beyoncé recebeu o Grammy de "Álbum do Ano" por Cowboy Carter.
Algumas das canções mais notáveis de Beyoncé incluem "Crazy in Love", "Baby Boy", "Irreplaceable", "If I Were a Boy", "Halo", "Single Ladies (Put a Ring on It)", "Run the World (Girls)", "Love on Top", "Drunk in Love", "Formation", "Break My Soul" e "Cuff It". Seus empreendimentos musicais colaborativos incluem Everything Is Love (2018), um álbum com seu marido Jay-Z, como o duo The Carters, e o filme musical Black Is King (2020), inspirado na música da trilha sonora do filme O Rei Leão: O Presente (2019). Homecoming: The Live Album (2019), um projeto que resume sua apresentação no Coachella de 2018, foi anunciado como um dos melhores álbuns ao vivo de todos os tempos, elogiado por referenciar muitas épocas da história da música negra. Fora da música, ela atuou como atriz em vários filmes, como Austin Powers in Goldmember (2002), A Pantera Cor-de-Rosa (2006), Dreamgirls (2006), Cadillac Records (2008), Obsessed (2009) e O Rei Leão (2019).
Tendo vendido mais de 200 milhões de discos em todo o mundo, Beyoncé é uma das artistas musicais recordistas de vendas de todos os tempos. Seus prêmios incluem 35 Grammy Awards, 29 MTV Video Music Awards (incluindo o Michael Jackson Video Vanguard Award de 2014), 24 NAACP Image Awards, 35 BET Awards e 17 Soul Train Music Awards. Todos mais do que qualquer outro artista da indústria da música. Seu sucesso durante os anos 2000 lhe rendeu o reconhecimento como a Artista Mais Certificada da Década pela Recording Industry Association of America (RIAA) e a Melhor Artista Feminina da Década pela Billboard. Em 2014, a mesma publicação a nomeou como a musicista negra mais bem paga de todos os tempos. Ela também é a artista negra de maior sucesso em turnê na história, de acordo com a Pollstar. A revista Time a incluiu como uma das 100 mulheres que definiram o cem anos de 1920 a 2019, dedicando o ano de 2014 à artista de Houston.

## Juventude
Beyoncé nasceu em Houston, no Texas. Seu pai é Mathew Knowles, um executivo musical e empresário, sua mãe é Tina Knowles, uma empresária, designer de moda e filantropa. Seu pai é um afro-americano e sua mãe é descendente de crioulos da Luisiana. Beyoncé foi batizada com o nome de solteira de sua mãe, como uma forma de homenageá-la. Beyoncé tem uma irmã chamada Solange, que também é cantora e atriz.
Beyoncé foi educada na escola St. Mary's Elementary School, localizada no Texas, onde ela se matriculou em aulas de dança, incluindo o balé e jazz. Foi o seu professor de dança quem descobriu a vocação musical da garota. Seu interesse musical aconteceu aos sete anos de idade, quando ela participou e venceu o seu primeiro show de talentos, cantando a música "Imagine", de John Lennon. A jovem cantora foi ganhando notoriedade, tanto que chegou a ser citada no jornal Houston Chronicle, como candidata da região para o prêmio de artes The Sammy.
Em 1990, ela foi matriculada na escola de música Parker Elementary School, onde ela cantava com o coral da escola. Também estudou na escola High School for the Performing and Visual Arts e depois passou a estudar na escola Alief Elsik High School, ambas em Houston. Beyoncé foi solista no coro da igreja St. John's United Methodist Church. Com nove anos de idade ela conheceu LaTavia, em uma audição para um grupo feminino. Mais tarde, as jovens cantoras se juntaram e formaram o grupo feminino Girl's Tyme, que era formado por sete garotas, entre elas Nina, Nicki, Ashley, Kelly, LeToya e LaTavia.
O produtor de R&B Arne Frager, depois de ver o desempenho das jovens cantoras, as convidou para gravar em seu estúdio o The Plant Recording Studios, no norte da Califórnia. O grupo cantou pela primeira vez no Star Search, um respeitado show de talentos da televisão americana, mas a apresentação acabou se tornando o primeiro fracasso de sua carreira.
Para gerenciar o grupo, seu pai, que na época era um vendedor de equipamentos médicos, deixou o seu emprego em 1995. Depois que seu pai saiu de seu emprego, o rendimento financeiro de sua família diminuiu, forçando seus pais a viverem em apartamentos separados. Em 1995, com o fim do grupo Girl's Tyme, o Destiny's Child assina contrato com a gravadora Elektra Records, mas acaba saindo da gravadora antes de lançar um álbum de estreia. Em 1996, o grupo assinou contrato com a gravadora Columbia Records e, um ano mais tarde, lança a sua primeira música de trabalho, "No, No, No", que alcançou a terceira posição na Billboard Hot 100.
Em uma entrevista para a revista Instinct em 2009, Beyoncé falou sobre seu relacionamento com seu tio homossexual e afirmou que a sua forte educação religiosa não afetou a forma como ela vê os homens e mulheres que são gays, apesar da opinião da igreja sobre os homossexuais. Durante a entrevista ela disse: 
Fui criada pelo meu tio que faleceu há uns dois anos, com AIDS. Ele era o melhor amigo da minha mãe, me levava para a escola todos os dias, me ajudou a comprar o meu vestido de baile, fez as minhas roupas com minha mãe, como se fosse minha babá. Ele era a minha pessoa favorita no mundo todo. Eu nunca misturei o cristianismo com o que eu sentia por ele.— Beyoncé em uma entrevista para a revista Instinct.

Durante uma entrevista Beyoncé afirmou que por ser famosa ficou com medo de fazer novos amigos e de não encontrar ninguém que a amasse.
Sua depressão foi curada com a ajuda de sua mãe que sempre lhe dizia: "por que você acha que nenhuma pessoa vai te amar? você esqueceu que você é tão linda, inteligente e doce?".

Beyoncé admitiu em dezembro de 2006 que, durante as disputas judiciais envolvendo o Destiny's Child em 2000, sofreu de depressão por causa das brigas entre LeToya Luckett e LaTavia Roberson contra Mathew Knowles. Ela também afirmou que foi publicamente atacada pela mídia, por críticos e blogs, o que agravou a situação. Nesse mesmo período, seu namoro de sete anos havia acabado. O namoro começou quando ela tinha 12 anos e durou até os seus 19 anos.
A depressão foi tão grave que durou dois anos. Ela se mantinha em seu quarto durante dias e se recusava a comer qualquer coisa. Beyoncé disse que se esforçou para não falar sobre a sua depressão, pois o Destiny's Child tinha acabado de ganhar seu primeiro Grammy Award e ela temia que ninguém a levasse a sério.

## Carreira artística

### 1997–2002:Destiny's Child

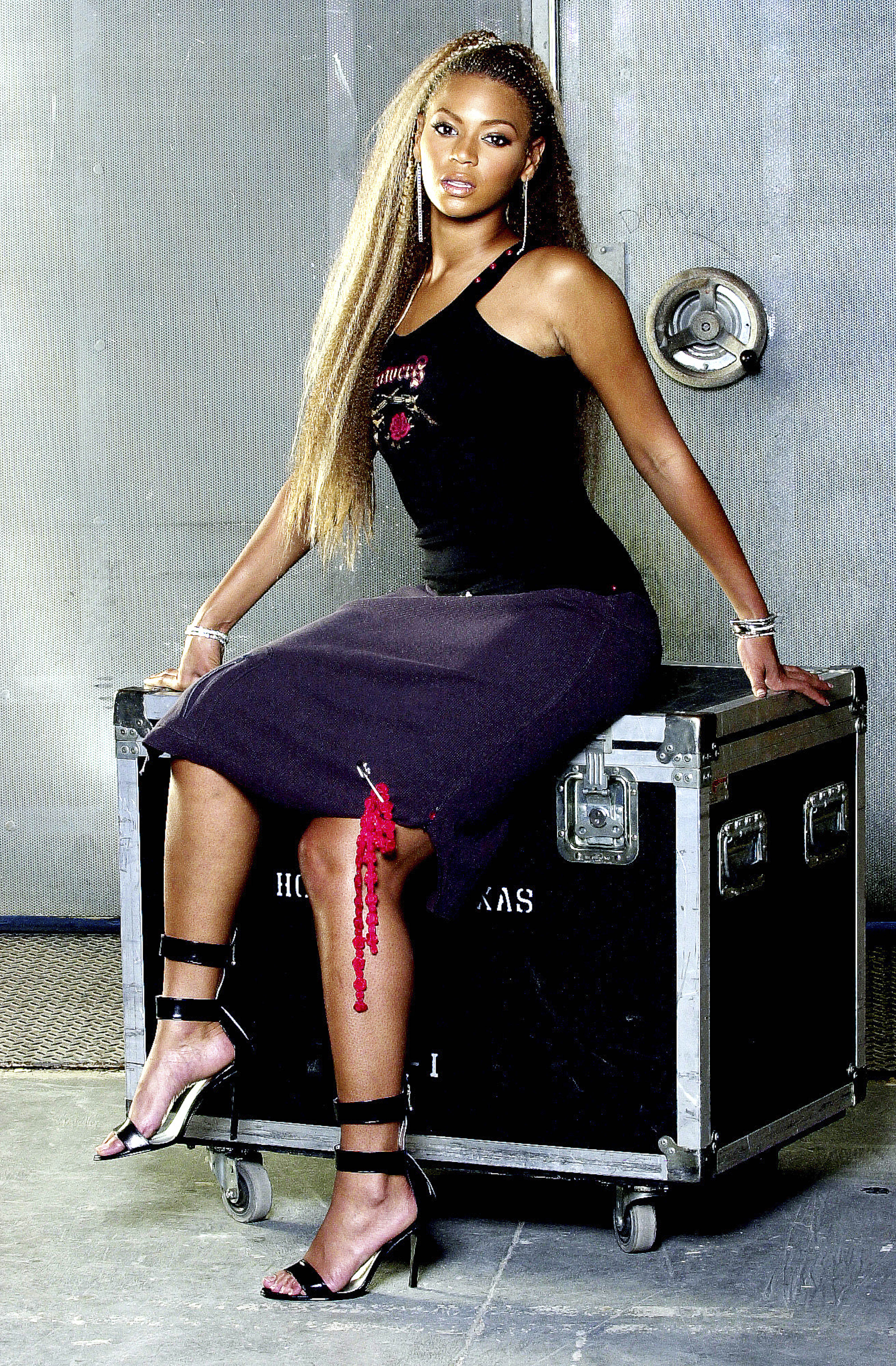
Beyoncé aos 19 anos de idade

O grupo Girl's Tyme mudou seu nome para Destiny's Child em 1996, com base em uma passagem no Livro de Isaías. Após alguns anos na estrada se apresentando em eventos locais, o grupo assinou um contrato com a Columbia Records em 1997. Um ano depois o grupo gravou sua primeira música na gravadora, Killing Time, para a trilha sonora do filme Men in Black. Antes de seu primeiro álbum ser lançado, o grupo abriu alguns shows para o TLC. Em 1998, o grupo lançou seu álbum de estreia auto-intitulado Destiny's Child. O álbum teve um desempenho comercial favorável, vendendo nos Estados Unidos mais de um milhão de cópias. Nesse mesmo ano o grupo foi premiado com três Soul Train Lady of Soul Awards. O segundo álbum do grupo, The Writing's on the Wall, foi lançado em 1999 e teve dois hits em primeiro lugar nos Estados Unidos: "Bills, Bills, Bills" e "Say My Name". No Grammy Awards de 2001, a música Say My Name venceu duas categorias da premiação.
Em 2000, Beyoncé anunciou no programa TRL que LaTavia e LeToya não faziam mais parte do grupo Destiny's Child, o videoclipe da música "Say My Name" confirmou a saída das duas integrantes. O clipe mostra as duas novas integrantes Michelle Williams e Farrah Franklin. A saída de LaTavia e LeToya do grupo gerou um processo judicial das duas contra Mathew Knowles. Elas alegaram ter descoberto sua demissão somente depois de ver o videoclipe de "Say My Name". O processo foi arquivado e resolvido fora dos tribunais. Cinco meses depois de entrar no grupo Farrah foi demitida, Beyoncé explicou a sua demissão dizendo: 

Ela não veio trabalhar durante duas semanas, ela não podia lidar com isso, sendo assim, ela tinha que ir.— Beyoncé explica a saída de Farrah Franklin do grupo.

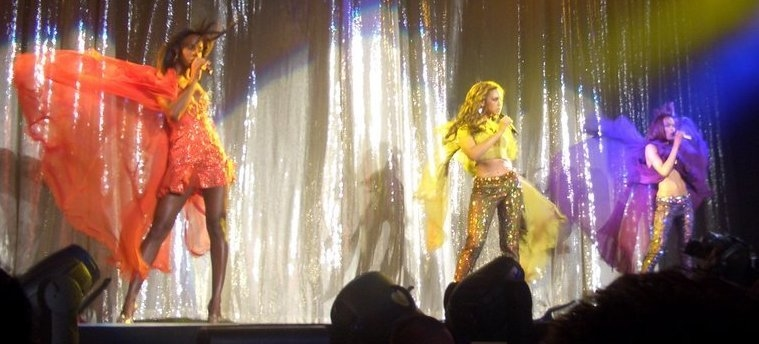
A formação final do Destiny's Child se apresentando durante a turnê de 2005, Destiny Fulfilled ... And Lovin.

Depois da saída de Farrah do grupo, o Destiny's Child gravou a música "Independent Women Part I" para a trilha sonora do filme Charlie's Angels. A música permaneceu em primeiro lugar na Billboard Hot 100 por onze semanas consecutivas. Em 2001, o grupo lançou seu terceiro álbum de estúdio, Survivor, afirmando que as músicas desse álbum são destinadas a elas. O álbum estreou em primeiro lugar na Billboard 200 com 663 mil cópias vendidas. Mundialmente o álbum vendeu mais de 10 milhões de cópias e nos Estados Unidos vendeu mais de quatro milhões de cópias.
A música "Bootylicious" foi a única do álbum Survivor a ficar em primeiro lugar na Billboard Hot 100. Em outubro de 2001, o grupo lançou seu primeiro álbum de músicas natalinas, 8 Days of Christmas. Em 2002, o grupo foi indicado a duas categorias do Grammy Awards, vencendo apenas a categoria Melhor Performance R&B por Duo ou Grupo com Vocal pela música "Survivor". Em maio de 2002, foi lançado o álbum This Is the Remix, o segundo de remixes do grupo. Logo em seguida o Destiny's Child teve uma pausa para dar início aos projetos individuais dos integrantes do grupo.

### 1999–2004: Carreira solo, atriz eDangerously in Love
Em 1999 Beyoncé fez o seu primeiro trabalho solo gravando um dueto com o Marc Nelson na música "After All Is Said and Done" para a trilha sonora do filme The Best Man. Em 2000 fez uma parceria com a rapper Amil na música I Got That. Nesse mesmo ano ela assinou um contrato como cantora solo com a gravadora Columbia Records. O contrato relata três álbuns e um adiantamento de 1,5 milhões de dólares.

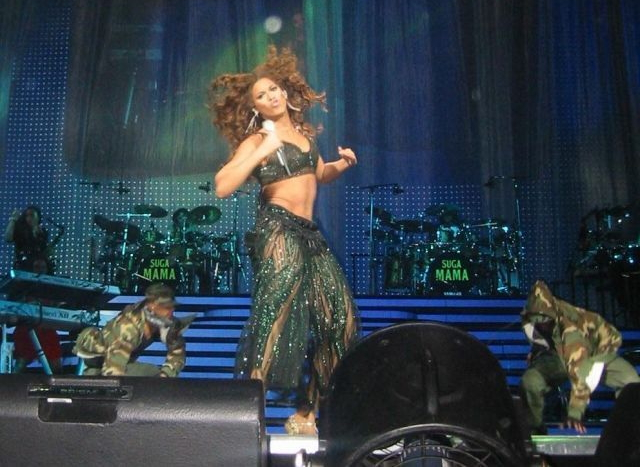
Beyoncé performando "Baby Boy" durante a The Beyoncé Experience Tour em 2007.

No início de 2001, enquanto o Destiny's Child estava completando o álbum Survivor, ela atuou em um filme feito pela MTV, Carmen: A Hip Hopera, atuando com o ator Mekhi Phifer. Situado na Filadélfia, o filme é uma interpretação moderna da ópera Carmen do século XIX pelo compositor francês Georges Bizet.
Em 2002, Beyoncé co-estrelou o filme, Austin Powers in Goldmember, interpretando Foxxy Cleopatra e atuando com o ator Mike Myers. A música "Work It Out" foi gravada para a trilha sonora do filme e lançada como o seu primeiro single em carreira solo. Ainda nesse ano ela foi apresentada a Jay-Z e gravou com ele a música "'03 Bonnie and Clyde". No ano seguinte atuou com o ator Cuba Gooding, Jr. na comédia romântica, The Fighting Temptations, gravando várias músicas para a trilha sonora do filme, incluindo as músicas "Fighting Temptation" (com Missy Elliott, MC Lyte e Free) e uma versão cover de "Fever".

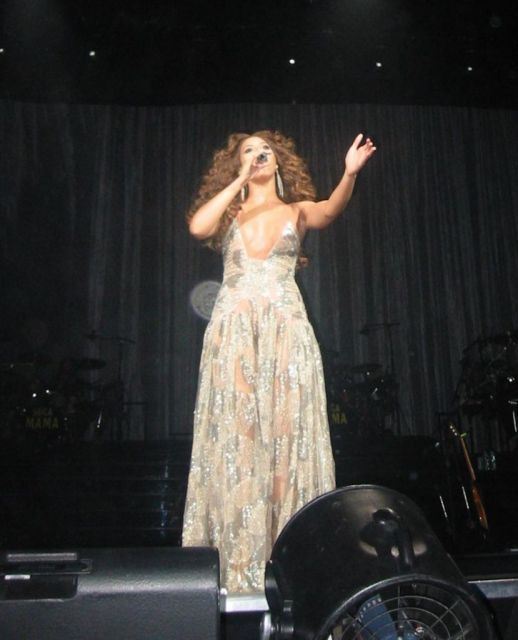
Beyoncé cantando sua versão da música Dangerously in Love

Ainda em 2003, ela gravou uma nova versão da música "In da Club" do rapper 50 Cent, intitulada "Sexy Lil' Thug". A música foi lançada em março de 2003. Ela regravou com Luther Vandross a música The Closer I Get to You, que foi originalmente gravada por Roberta Flack e Donny Hathaway em 1977. Essa versão foi incluída no álbum Dangerously in Love de Beyoncé e no décimo terceiro álbum de Luther Vandross, Dance with My Father. Os dois álbuns foram lançados em 2003.
Depois de Kelly Rowland e Michelle Williams, ela lançou o seu álbum de estreia, Dangerously in Love, em junho de 2003. O álbum estreou em primeiro lugar na Billboard 200, vendendo 317 mil cópias na semana de seu lançamento. A RIAA certificou o álbum com quatro discos de platina. Nos Estados Unidos o álbum vendeu mais de 4,7 milhões de cópias.
O álbum teve dois singles em primeiro lugar na Billboard Hot 100. O primeiro single do álbum, Crazy in Love, que contou com a participação do rapper Jay-Z, ficou oito semanas consecutivas em primeiro lugar. E o segundo single do álbum, "Baby Boy", teve participação do cantor Sean Paul, que permaneceu por nove semanas consecutivas em primeiro lugar.
Em 2004, Beyoncé foi premiada com cinco Grammy Awards nas categorias Melhor Performance Vocal de Cantora de R&B por "Dangerously in Love 2", Melhor Canção de R&B por "Crazy in Love", Melhor Álbum de R&B Contemporâneo por Dangerously in Love, Melhor Performance Vocal de Grupo ou Dueto por "The Closer I Get to You" e Melhor Colaboração de Canção/Rap por "Crazy in Love". Além de Beyoncé as únicas cantoras que ganharam cinco Grammys em apenas uma edição da premiação foram: Lauryn Hill em 1999, Alicia Keys em 2002, Norah Jones em 2003, Amy Winehouse em 2008 e Adele em 2012.

### 2004–2006:Destiny Fulfillede o fim do grupo

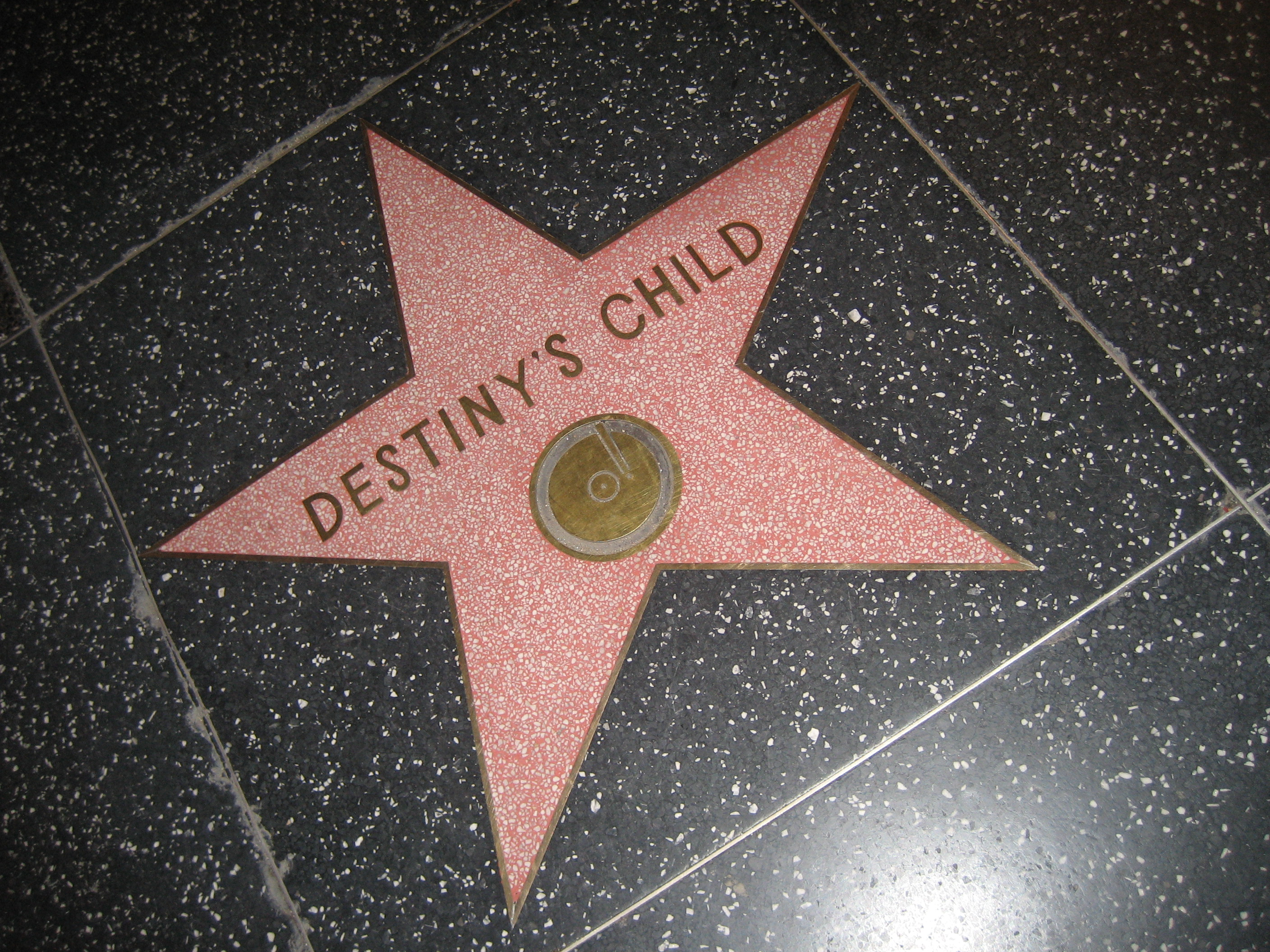
Estrela do grupo Destiny's Child na Calçada da Fama.

Em 2004, Beyoncé tinha um projeto de lançar seu segundo álbum de estúdio utilizando as músicas que não foram usadas em Dangerously in Love, esse projeto foi cancelado por falta de tempo devido às gravações das músicas do grupo Destiny's Child. Depois de uma pausa de dois anos o grupo lançou o álbum Destiny Fulfilled em novembro de 2004, que ficou na segunda posição na Billboard 200 e teve dois singles no Top 10 da Billboard Hot 100.
Para divulgar melhor o quarto álbum o grupo iniciou em abril de 2005 a turnê mundial Destiny Fulfilled ... And Lovin' It que durou até setembro de 2005. Foi durante um show dessa turnê, em Barcelona, que o grupo anunciou que iria se separar. Em outubro de 2005 o grupo lançou um álbum de compilação intitulado #1's. O álbum inclui os singles que tiveram um desempenho favorável e três músicas inéditas: "Feel the Same Way I Do", "Stand Up for Love" e a trilha sonora do filme A Pantera Cor-de-Rosa a música "Check on It".
As Destiny's Child foram homenageadas com uma estrela do grupo na Calçada da Fama em março de 2006. Ainda nesse mesmo ano o grupo foi reconhecido como um dos que mais venderam discos nos últimos tempos.

### 2006–2007: Carreira cinematográfica eB'Day
Dando continuidade a sua carreira cinematográfica, Beyoncé co-estrelou o filme A Pantera Cor-de-Rosa, junto com o ator Steve Martin, que interpretou o Inspetor Jacques Clouseau. No filme Beyoncé interpreta Xania, uma estrela pop internacional. O filme foi lançado em 10 de fevereiro de 2006, e estreou em primeiro lugar nas bilheterias, arrecadando 21,7 milhões de dólares na semana de seu lançamento. Beyoncé gravou para a trilha sonora do filme a música "Check on It", com a participação do rapper Slim Thug. A música foi lançada como um single e alcançou o primeiro lugar na Billboard Hot 100.

Nenhuma música do seu segundo álbum foi escrita antes do fim das gravações de Dreamgirls.
Todas as músicas do álbum foram inspiradas em Dreamgirls, Beyoncé afirmou que tinha muitas ideias quando as gravações do filme terminaram.

No final de 2005, ela adiou mais uma vez as gravações de seu segundo álbum depois que conseguiu um papel no filme Dreamgirls, uma adaptação cinematográfica do musical de 1981 da Broadway também chamado Dreamgirls. O filme é vagamente baseado na história de Diana Ross e The Supremes. No filme, ela interpreta Deena Jones uma personagem baseada em Diana Ross. Lançado em dezembro de 2006, Dreamgirls tem a participação de Jamie Foxx, Eddie Murphy e Jennifer Hudson. A trilha sonora foi gravada pelos atores do filme. No dia 14 de dezembro de 2006, Beyoncé recebeu duas indicações ao Globo de Ouro nas categorias Melhor atriz em um filme, comédia ou musical pela atuação em Dreamgirls e na categoria Melhor canção original por "Listen".

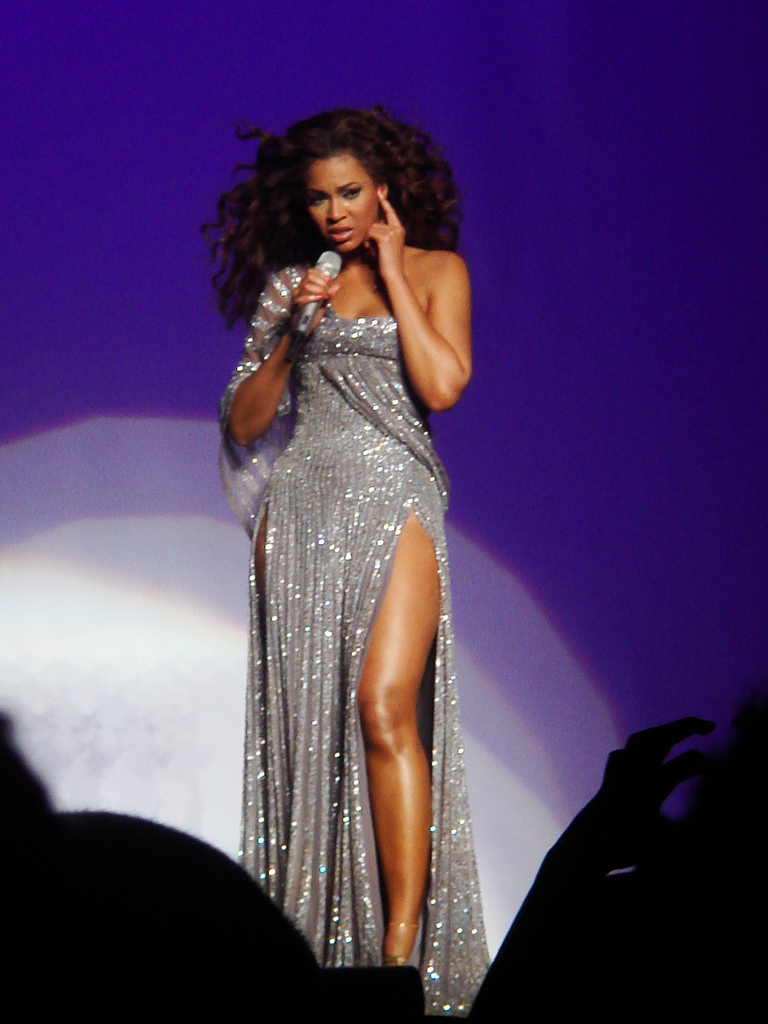
Beyoncé cantando "Listen" música inspirada no seu papel no filme Dreamgirls.

Beyoncé trabalhou nos estúdios da Sony Music, em Nova Iorque, com colaboradores musicais do seu álbum anterior, como Rich Harrison, Rodney Jerkins e Sean Garrett. Ela co-escreveu e co-produziu quase todas as canções incluídas no seu segundo álbum, que ficou concluído em três semanas.
B'Day foi lançado em 5 de setembro de 2006 nos Estados Unidos e mundialmente em 4 de setembro de 2006, para coincidir com a data do seu aniversário de 25 anos de idade. O álbum estreou em primeiro lugar na Billboard 200, vendendo mais de 541 mil cópias na primeira semana, tornando-se sua maior marca de vendas como artista solo. O álbum foi certificado três vezes disco de platina nos Estados Unidos pela Recording Industry Association of America.
O primeiro single do álbum "Déjà Vu", alcançou a primeira posição no Reino Unido, o single tem a participação do rapper Jay-Z. Irreplaceable foi lançado mundialmente como o segundo single do álbum em outubro de 2006. Nos Estados Unidos ele foi lançado como o terceiro single do álbum. "Irreplaceable" permaneceu por 10 semanas consecutivas em primeiro lugar na Billboard Hot 100, se tornando uma das músicas bem sucedidas de Beyoncé na Billboard. B'Day foi relançado em uma versão Deluxe em 3 de abril de 2007, incluindo cinco faixas novas e a versão em espanhol de "Irreplaceable" e "Listen". Simultaneamente com a versão Deluxe foi lançado o DVD B'Day Anthology, que contém a videografia do álbum. Para promover seu segundo álbum de estúdio Beyoncé deu início à turnê mundial The Beyoncé Experience em 2007. O DVD ao vivo The Beyoncé Experience Live foi lançado no mesmo ano. Contém uma apresentação desse turnê. No Grammy Awards de 2007, o álbum B'Day foi premiado na categoria Melhor álbum de R&B contemporâneo. No American Music Awards de 2007 Beyoncé se tornou a primeira mulher a ganhar o prêmio de Artista Internacional.

### 2008–2009: Filmes eI Am... Sasha Fierce

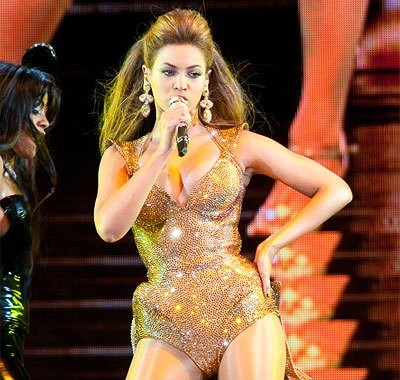
Beyoncé se apresentando durante a I Am... World Tour.

Em 2008 Beyoncé interpretou a cantora Etta James no filme Cadillac Records. Seu desempenho no filme recebeu elogios da crítica. No mesmo ano ela atuou com os atores Ali Larter e Idris Elba no filme Obsessed, que estava em produção desde maio de 2008. O filme foi lançado nos Estados Unidos em 24 de abril de 2009, tendo um bom desempenho comercial arrecadando 11,1 milhões de dólares no dia de seu lançamento. Arrecadou 28,6 milhões de dólares após uma semana de seu lançamento.
Seu terceiro álbum de estúdio, I Am... Sasha Fierce, foi lançado em 18 de novembro de 2008. Um mês antes do seu lançamento, Beyoncé lançou dois novos singles nas rádios "If I Were a Boy" e "Single Ladies (Put a Ring on It)". "If I Were a Boy" alcançou a primeira posição em sete países diferentes, principalmente nos europeus. "Single Ladies (Put a Ring on It)" ficou em primeiro lugar na Billboard Hot 100 durante quatro semanas não consecutivas, se tornando o seu quinto single em primeiro lugar na Billboard.

É um alter ego criado pela própria Beyoncé para proteger quem ela é realmente. Quando ela está trabalhando ela é Sasha Fierce.

No dia 18 de janeiro de 2009, Beyoncé cantou no Lincoln Memorial durante as festividades de posse do presidente Barack Obama, o 44 º presidente dos Estados Unidos. No dia 20 de janeiro de 2009, o presidente Obama e sua esposa Michelle tiveram sua primeira dança no baile de posse com Beyoncé cantando sua versão cover da música "At Last", música cantada originalmente pela cantora Etta James. Para promover seu terceiro álbum de estúdio ela iniciou em 2009 a turnê mundial I Am... Tour. Durante o período de 30 de julho a 2 de agosto de 2009 ela realizou em Las Vegas um show acústico intitulado I Am... Yours.
No MTV Video Music Awards de 2009, o videoclipe da música "Single Ladies (Put A Ring On It)" foi premiado nas categorias Clipe do Ano, Melhor Coreografia e Melhor Edição. Em outubro de 2009, ela foi premiada pela revista Billboard com o prêmio de Mulher do Ano. A revista NME elegeu a música "Crazy in Love" como a melhor música da década de 2000. Em dezembro de 2009 Beyoncé ficou em segundo lugar na lista dos Maiores Nomes da Indústria do Entretenimento, perdendo a primeira posição para o ator Johnny Depp. Em 2009 fez uma parceria musical com Alicia Keys, sua amiga desde os 14 anos de idade. As duas gravaram a música "Put It in a Love Song" que foi incluída no álbum The Element of Freedom. Ela também regravou a música "Video Phone" e gravou a música "Telephone" com Lady Gaga.

### 2010–2011: Nova administração,4e gravidez
No início de 2010, em entrevista para o jornal USA Today, Beyoncé afirmou que iria fazer uma pausa de seis meses em sua carreira com o intuito de buscar inspiração para gravação de seu quarto álbum de estúdio. Durante a entrevista disse: 
É definitivamente hora de dar uma pausa para recarregar minhas baterias. Eu gostaria de parar seis meses e não entrar no estúdio. Preciso simplesmente viver a vida, encontrar inspiração nas coisas de novo.— Beyoncé fala sobre pausa de seis meses ao jornal USA Today.

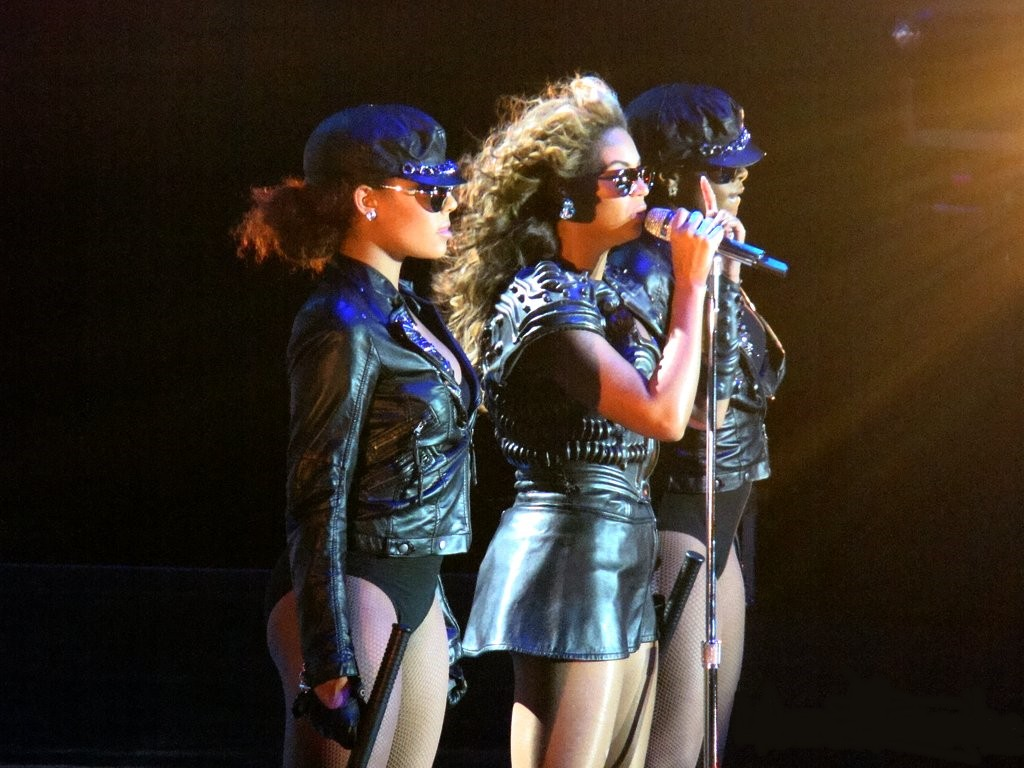
Beyoncé cantando a música If I Were a Boy na cidade do Rio de Janeiro, Brasil.

Em 2010, Beyoncé foi a artista que mais recebeu indicações ao Grammy Awards. Foi premiada em seis categorias e se tornou a artista feminina que mais recebeu prêmios em apenas uma edição da premiação. A turnê I Am... Tour terminou em fevereiro de 2010 passando por países da América Latina e no Caribe. Durante a passagem de Beyoncé pelo Brasil, ela gravou com Alicia Keys o videoclipe da música "Put It in a Love Song" na Favela Santa Marta e no Morro da Conceição, ambos localizados na cidade do Rio de Janeiro. A música Telephone se tornou o sexto single de Beyoncé e Lady Gaga em primeiro lugar na Billboard Pop Songs.
Beyoncé gravou nos dias 13 e 14 de abril de 2010 a campanha do dia dos namorados para a marca de roupas e acessórios C&A. Também assinou uma coleção especial para a marca. Beyoncé fez parte do projeto chamado C&A Pop Fashion, que utiliza pessoas do mundo pop musical. As cantoras Fergie e Nicole Scherzinger também já trabalharam nesse projeto.
Em janeiro de 2011 foi anunciado que Beyoncé iria atuar no remake de A Star Is Born, que deverá ser dirigido e produzido por Clint Eastwood para a Warner Bros. Esse será o quarto remake do filme, das versões que já foram feitas a que mas se destacou foi a versão de 1976 com Barbra Streisand e Kris Kristofferson. Em fevereiro de 2011 documentos obtidos pelo site Wikileaks revelou que Beyoncé junto com Usher, Mariah Carey e Nelly Furtado tinham recebido mais de 1 milhão de dólares para se apresentar para os membros da família do líder da Líbia, Muammar al-Gaddafii. A revista Rolling Stone informou que os executivos da indústria da música pediram que o dinheiro recebido para a realização dos concertos fossem devolvidos. Em março de 2011 um porta-voz de Beyoncé disse ao The Huffington Post que ela havia doado o dinheiro para a Clinton Bush Haiti Fund, criada para ajudar as vítimas do terremoto no Haiti em 2010.

O som de Beyoncé tornou-se mais suave com o álbum 4 de 2011, que se concentrou em estilos tradicionais de R&B. Ela cantou o álbum durante os shows de "4 Intimate Nights with Beyoncé" em agosto de 2011.

No dia 11 de abril de 2011, Beyoncé divulgou o nome do seu quarto álbum de estúdio em uma entrevista feita pela revista Billboard, o álbum se chamará 4. Durante a entrevista ela disse: 
É o dia do meu aniversário, do aniversário e da minha mãe e vários amigos meus também fazem aniversário nessa data. Além disso, eu me casei no dia 4. Eu tinha outros nomes em mente, mas parece que meus fãs gostaram desse.— Beyoncé fala sobre nome do seu quarto álbum.
Em 28 de março de 2011, foi anunciado que a carreira de Beyoncé já não seria mais administrada por seu pai Mathew Knowles, que era o seu empresário desde a existência do grupo Destiny's Child. O publicitário de Beyoncé divulgou um comunicado para a Associated Press revelando que Beyoncé e seu pai se separaram "em um nível de negócios". Ela agora administra a si mesma e contratou sua própria equipe. Em junho de 2011, a revista Forbes colocou Beyoncé na oitava posição na lista das "celebridades mais bem pagas com menos de 30 anos" por ganhar 35 milhões de dólares entre maio de 2010 e maio de 2011. De acordo com a revista a baixa colocação de Beyoncé na lista foi devido ao fato de que ela passou a maior parte do ano de 2010 fora da estrada e gravando seu quarto álbum de estúdio.
4 quarto álbum de Beyoncé foi lançado em 24 de junho de 2011. O álbum foi inspirado por vários músicos, incluindo Fela Kuti, The Stylistics, Lauryn Hill, Stevie Wonder e Off the Wall de Michael Jackson. 4 estreou em primeiro lugar na Billboard 200, por vender na semana de sua estreia 310 mil cópias. Esse acontecimento fez com que Beyoncé se tornasse a segunda artista feminina e a terceira na classificação geral com quatro álbuns em primeiro lugar na Billboard 200. Porém, o álbum 4 foi o álbum de Beyoncé que teve menos vendagem na semana de estreia até o momento. "Run the World (Girls)" primeiro single do álbum alcançou a posição de número 29 na Billboard Hot 100. O segundo single do álbum "Best Thing I Never Had" foi lançado em 1 de junho de 2011. Beyoncé se apresentou no festival de Glastonbury, realizando uma performance de 90 minutos no 26 de junho de 2011. Ela também se apresentou na Escócia no festival T in the Park em 9 julho de 2011, no dia seguinte ela participou do Oxegen Festival na Irlanda. Nos dias 14, 16, 18 e 19 de agosto de 2011, Beyoncé realizou o 4 Intimate Nights with Beyoncé, uma série de shows que foram realizadas no Roseland Ballroom em Nova Iorque, para promover seu quarto álbum de estúdio 4. Após confirmar sua gravidez durante a cerimônia do MTV Video Music Awards de 2011, Beyoncé entrou no Livro Guinness dos Recordes por quebrar recorde do Twitter, com 8 868 tweets sobre sua gravidez. De acordo com a MTV, a performance de Beyoncé cantando Love on Top e o anúncio de sua gravidez no Video Music Awards fez com que a premiação fosse a mais assistida na história da premiação, tendo 12,4 milhões de espectadores.

### 2012–2015:Beyoncé

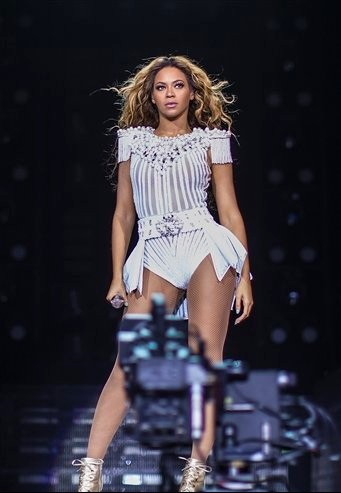
Beyoncé se apresentando durante a The Mrs. Carter Show World Tour em 2013. A turnê é uma das turnês de maior bilheteria da década.

No dia 7 de janeiro de 2012, deu à luz sua primeira filha, Blue Ivy Carter, no Hospital Lenox Hill em Nova Iorque. Dois dias depois, Jay-Z lançou "Glory", uma canção dedicada a sua filha. A música incluía alguns fatos do casal, incluindo um aborto espontâneo que Beyoncé sofreu antes de engravidar de Blue. Devido ao choro de Blue Ivy no final da música, ela foi oficialmente creditada na música como B.I.C, se tornando a pessoa mais jovem a aparecer em uma parada musical da Billboard quando Glory estreou na R&B/Hip-Hop Songs, na 74ª posição. Em 10 de fevereiro, Beyoncé e Jay-Z divulgaram fotos de Blue Ivy numa conta na rede social tumblr criada especialmente para a ocasião. No 54º Grammy Awards, o compositor Ryan Tedder revelou durante uma entrevista que Beyoncé estava trabalhando em dois álbuns.
As conversas sobre seu próximo álbum, literalmente, começaram e são dois projetos acontecendo. Tudo o que posso dizer é que você verá o melhor que ela tem, esse filtro fenomenal que ela tem e se mostra por dentro [...] ela não está interessada em 2012, ela está interessada no que está bom para 2013. Sem dúvida ela “dirige o navio”. [Com] Beyoncé, deixe ela fazer o que ela quer, ela é incrível, ela é a melhor— Ryan Tedder
Beyoncé trabalhou com The-Dream, Kanye West, Hit-Boy, Diane Warren, Missy Elliott e Miguel. Em maio de 2012, a revista Forbes colocou Beyoncé no 16º lugar na lista das "100 Celebridades" [mais bem pagas], tendo cerca de $40 milhões no ano passado pelo seu álbum 4, linha de roupas e contratos publicitários. No mesmo mês, Beyoncé ganhou o prêmio de jornalismo da New York Association of Black Journalists, pela sua matéria na revista Essence, "Eat, Play, Love", onde ela conta seu período de férias na carreira em 2010. Beyoncé se apresentou no Revel Atlantic City durante quatro noites, 25, 26, 27 e 28 de maio, para celebrar a abertura do resort. O Revel Presents: Beyoncé Live foram as primeiras apresentações de Beyoncé depois de dar à luz sua filha, Blue Ivy Carter, em janeiro do mesmo ano. Em agosto, Forbes colocou Beyoncé e Jay-Z na lista dos "Casais de celebridades mais bem pagos do mundo", por arrecadarem cerca de US$ 78 milhões no ano passado. Em 16 de outubro foi divulgado oficialmente que no dia 3 de fevereiro de 2013, ela se apresentaria no Super Bowl XLVII, no estádio Mercedes-Benz Superdome no New Orleans durante o show de intervalo da Pepsi NFL. Beyoncé vai estrelar um documentário de longa-metragem na HBO em 16 de fevereiro de 2013. O filme, que foi dirigido e produzido por Beyoncé, conterá filmagens de sua infância, seu papel como mãe e empresária, gravando no estúdio, ensaiando para apresentações ao vivo, e equilibrar sua vida familiar, incluindo o seu retorno aos holofotes após o nascimento de Blue Ivy. Beyoncé dublará Queen Tara nos cinemas na animação em 3D Epic, que será lançada pela 20th Century Fox no dia 24 de maio de 2013 nos Estados Unidos.
No dia 10 de dezembro, a Pepsi anunciou oficialmente que iniciou uma parceria com Beyoncé. Que consistia em Knowles integrando ao desenvolvimento de criação da empresa, e receberia o patrocínio da mesma, para investir no projeto de seu quinto álbum solo. O site da revista Billboard afirmou que um comercial de televisão - que estrearia durante o Super Bowl XLVII - e uma edição limitada de latas de refrigerante da marca com o retrato de Beyoncé também estaria no contrato.
No dia 31 de dezembro de 2012 Beyoncé realizou um concerto no Wynn Las Vegas, especial de réveillon. Em agosto de 2014, ela recebeu o Video Vanguard Award no MTV Video Music Awards de 2014. Knowles também ganhou três prêmios competitivos: Melhor Vídeo com Mensagem Social e Melhor Cinematografia por "Pretty Hurts", além de Melhor Colaboração com Drunk in Love. Em novembro, a Forbes relatou que Beyoncé foi a mulher que ganhou mais dinheiro na música pelo segundo ano consecutivo - ganhando 115 milhões de dólares no ano, mais do que o dobro de seus ganhos em 2013.
No Grammy Awards em fevereiro de 2015, Beyoncé foi indicada para seis prêmios, ganhando três. Ela foi indicada ao grammy de Álbum do Ano, mas o prêmio foi para Beck com seu aclamado álbum Morning Phase.

### 2016–2018:LemonadeeEverything Is Love

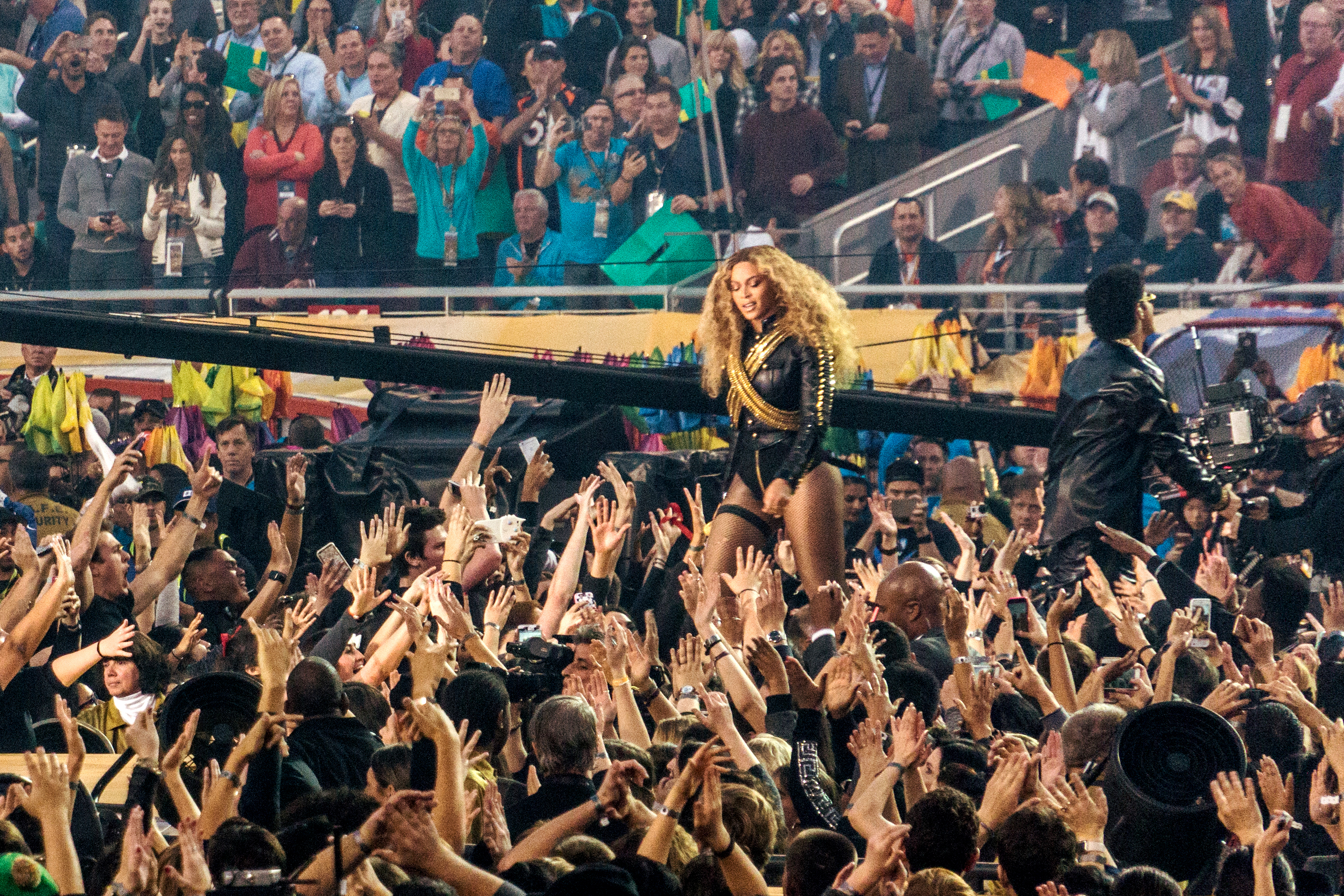
Beyoncé se apresenta ao lado de Bruno Mars no show de intervalo do NFL Super Bowl 50 em fevereiro de 2016.

Em 6 de fevereiro de 2016, Beyoncé lançou "Formation" e o videoclipe de acompanhamento exclusivamente na plataforma de streaming de música Tidal; a música foi disponibilizada para download gratuito. Ela tocou "Formation" ao vivo pela primeira vez durante o show do intervalo do NFL Super Bowl 50. A aparição foi considerada polêmica, já que parecia referir-se ao 50º aniversário do Partido dos Panteras Negras e a NFL proíbe declarações políticas em suas apresentações. Imediatamente após a apresentação, Beyoncé anunciou a The Formation World Tour, que teve apresentações na América do Norte e na Europa. Terminou em 7 de outubro, com Beyoncé trazendo seu marido Jay-Z, Kendrick Lamar, e Serena Williams para o último show. A turnê passou a ganhar "Tour do ano" no 44º American Music Awards.
Em 16 de abril de 2016, Beyoncé lançou um videoclipe teaser para um projeto chamado Lemonade. Acabou sendo um filme de uma hora que foi ao ar na HBO exatamente uma semana depois; um álbum correspondente com o mesmo título foi lançado no mesmo dia exclusivamente no Tidal. Lemonade estreou no número um na Billboard 200 dos EUA, fazendo Beyoncé o primeiro artista na história da Billboard para ter seus primeiros seis álbuns de estúdio de estreia no topo da tabela; ela quebrou um recorde anteriormente empatado com o DMX em 2013. Com todas as 12 faixas de Lemonade debutando na Billboard Hot 100, Beyoncé também se tornou a primeira artista feminina a fazer 12 ou mais músicas ao mesmo tempo. Além disso, Lemonade foi transmitido 115 milhões de vezes através do Tidal, estabelecendo um recorde para o álbum mais transmitido em uma única semana por uma artista feminina na história. Foi o terceiro álbum mais vendido de 2016 nos EUA, com 1,554 milhões de cópias vendidas naquele período dentro do país, bem como o álbum mais vendido no mundo, com vendas globais de 2,5 milhões ao longo do ano.

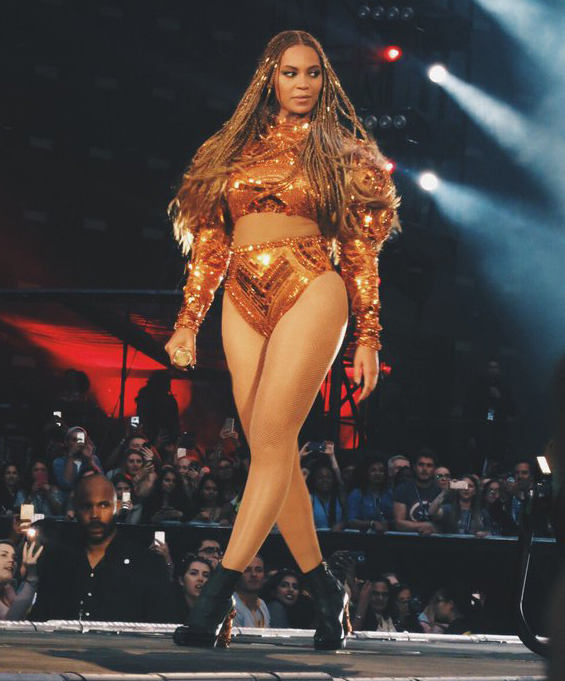
Beyoncé se apresentando durante a The Formation World Tour em 2016. A turnê arrecadou US$ 256 milhões em 49 shows esgotados.

Lemonade tornou - se seu trabalho mais aclamado pela crítica até hoje, recebendo aclamação universal de acordo com o Metacritic, um site que coleta críticas de críticos profissionais de música. Várias publicações musicais incluíram o álbum entre os melhores de 2016, incluindo a Rolling Stone, e listou Lemonade no número um. Os visuais do álbum foram nomeados em 11 categorias no MTV Video Music Awards de 2016, o mais recebido por Beyoncé em um único ano, e ganhou 8 prêmios, incluindo o Vídeo do Ano por Formation. As oito vitórias fizeram de Beyoncé a artista mais premiada da história dos VMAs (24), superando Madonna (20). Beyoncé ocupava o sexto lugar para a revista Time como Personalidade do Ano.
Em janeiro de 2017, foi anunciado que Beyoncé seria a atração principal do Coachella Music and Arts Festival. Isso faria Beyoncé apenas o segundo headliner feminino do festival desde que foi fundado em 1999. Mais tarde foi anunciado em 23 de fevereiro de 2017 que Beyoncé não seria mais capaz de realizar no festival devido a preocupações do médico sobre sua gravidez. Os proprietários do festival anunciaram que ela será a principal atração do festival de 2018. Após o anúncio da saída de Beyoncé da programação do festival, os preços dos ingressos caíram 12%.
No Grammy Awards de 2017 em fevereiro de 2017, Lemonade liderou com nove indicações, incluindo Álbum, Disco e Canção do Ano para Lemonade e "Formation", respectivamente. Ganhando finalmente, ganhou dois, Melhor Álbum Urbano Contemporâneo para Lemonade e Melhor Vídeo Musical para Formation. Adele, ao ganhar seu Grammy de Álbum do Ano, afirmou que Lemonade era monumental e mais meritória.
Em 13 de junho de 2017, Beyoncé deu à luz os gêmeos Rumi e Sir Carter no Ronald Reagan UCLA Medical Center, em Los Angeles, Califórnia. Em setembro de 2017, Beyoncé colaborou com J Balvin e Willy William, para lançar um remix da música "Mi Gente". Beyoncé doou todos os lucros da música para instituições de caridade para furacões para os afetados pelo furacão Harvey e pelo furacão Irma no Texas, México, Porto Rico e outras ilhas do Caribe.
Em 1º de novembro de 2017, foi confirmado que Beyoncé iria interpretar Nala no filme de Jon Favreau O Rei Leão, que é esperado para ser lançado em 19 de julho de 2019. Em 10 de novembro, Eminem lançou "Walk on Water", com Beyoncé como o primeiro single de seu álbum Revival. Em 30 de novembro, Ed Sheeran anunciou que Beyoncé apresentaria o remix de sua música "Perfect". "Perfect Duet" foi lançado em 1 de dezembro de 2017. A canção alcançou o número um nos Estados Unidos, tornando-se a sexta música de Beyoncé de sua carreira solo a conseguir esse feito.
Em 4 de janeiro de 2018, o videoclipe da colaboração do álbum 4:44 de Beyoncé e Jay-Z, "Family Feud", foi lançado. Foi dirigido por Ava DuVernay.Em 1º de março de 2018, DJ Khaled lançou "Top Off" como o primeiro single de seu próximo álbum, Father of Asahd, com Beyoncé, Jay-Z e Future. No dia seguinte, Beyoncé foi ao Instagram para convidar os fãs para se juntar a ela em um plano de dieta vegana de 22 dias, em preparação para sua performance no Coachella.
Em 5 de março de 2018, uma turnê conjunta com o marido de Knowles, Jay-Z, vazou no Facebook. Informações sobre a turnê foram mais tarde retiradas. O casal anunciou a turnê conjunta oficialmente como On the Run II Tour em 12 de março e, simultaneamente, lançou um trailer para a turnê no YouTube. Em 20 de março de 2018, o casal viajou para a Jamaica para filmar um videoclipe dirigido por Melina Matsoukas.
Em 14 de abril de 2018, Beyoncé fez o primeiro dos dois finais de semana como atração principal do Coachella Music Festival. Sua performance em 14 de abril, que contou com a participação de 125 mil pessoas no festival, foi imediatamente elogiada, com vários meios de comunicação descrevendo-a como histórica. O desempenho tornou-se o mais twittado sobre o desempenho do primeiro fim de semana, bem como o desempenho ao vivo do Coachella mais assistido e a performance ao vivo mais assistida no YouTube de todos os tempos. O show homenageou a cultura negra, especificamente universidades historicamente negras incluindo mais de 100 dançarinos e uma banda ao vivo. O Destiny's Child também se reuniu durante o show.
Dez dias depois, em Londres Jay-Z e Beyoncé anunciaram Everything Is Love, seu primeiro álbum de estúdio em conjunto do marido, creditado sob o nome The Carters, inicialmente disponível exclusivamente no Tidal. A dupla lançou o clipe do primeiro single do álbum, "Apeshit", no canal oficial de Beyoncé no YouTube. Everything Is Love recebeu críticas geralmente positivas, e estreou em segundo lugar na Billboard 200. Em 2 de dezembro de 2018, Beyoncé ao lado de Jay-Z foram as atrações principais do Global Citizen Festival: Mandela 100, que foi realizado no Estádio FNB em Joanesburgo, África do Sul. Sua performance de 2 horas tinha conceitos semelhantes à On the Run II Tour e Beyoncé foi elogiada por suas roupas, que prestaram homenagem à diversidade da África.

### 2019–2021:Homecoming,O Rei Leão eBlack Is King

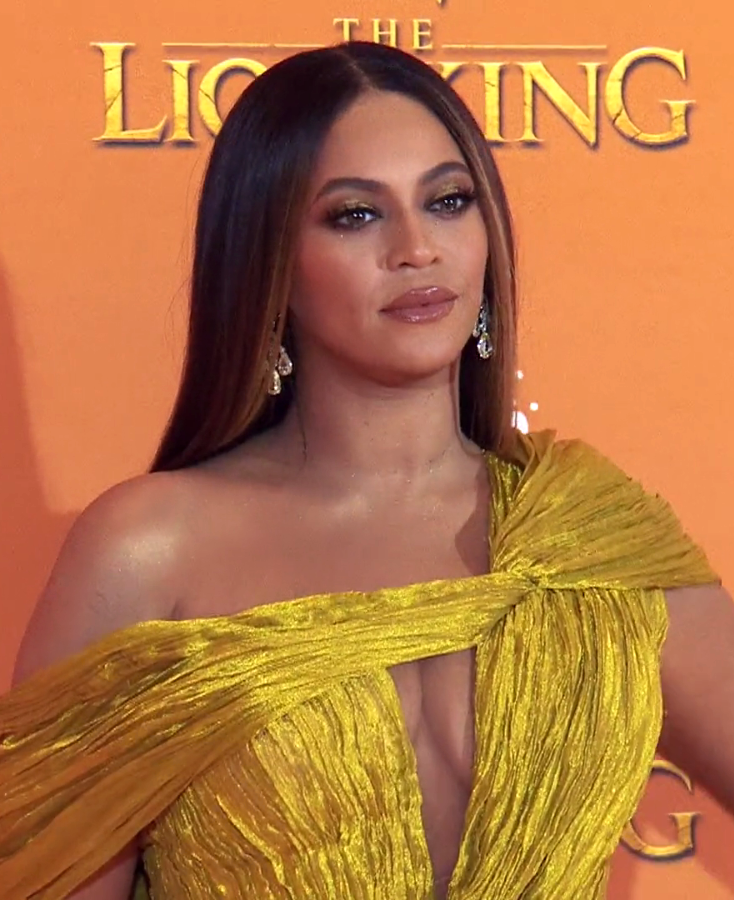
Beyoncé na estreia europeia de O Rei Leão em 2019.

Homecoming, um documentário musical focado nas performances históricas de Beyoncé no Coachella de 2018, foi lançado pela Netflix em 17 de abril de 2019. O filme foi acompanhado pelo álbum surpresa ao vivo Homecoming: The Live Album. Mais tarde, foi relatado que Beyoncé e a Netflix assinaram um contrato de US$ 60 milhões para produzir três projetos diferentes, sendo Homecoming um deles. Homecoming recebeu seis indicações no 71° Primetime Creative Arts Emmy Awards.
Beyoncé estrelou como a voz de Nala no remake de O Rei Leão, lançado em julho de 2019. Beyoncé foi destaque na trilha sonora do filme, lançado em 11 de julho de 2019, com um remake da música "Can You Feel the Love Tonight" ao lado de Donald Glover, Billy Eichner e Seth Rogen, que foi originalmente composta por Elton John. Uma nova canção original feita exclusivamente pro remake "Spirit", foi lançada como o primeiro single da trilha sonora e do álbum The Lion King: The Gift – um álbum lançado junto com o filme, The Gift teve produção e curadoria da própria Beyoncé.
Beyoncé chamou The Lion King: The Gift de "cinema sonoro". Ela afirmou que o álbum é influenciado por tudo, desde R&B, pop, hip hop e Afro Beat. As canções foram produzidas por produtores africanos, Beyoncé disse que era porque autenticidade e coração eram importantes para ela, já que o filme se passa na África. Em setembro do mesmo ano, um documentário narrando o desenvolvimento, produção e filmagem do videoclipe de The Lion King: The Gift intitulado Beyoncé Presents: Making The Gift foi ao ar na emissora americana ABC.

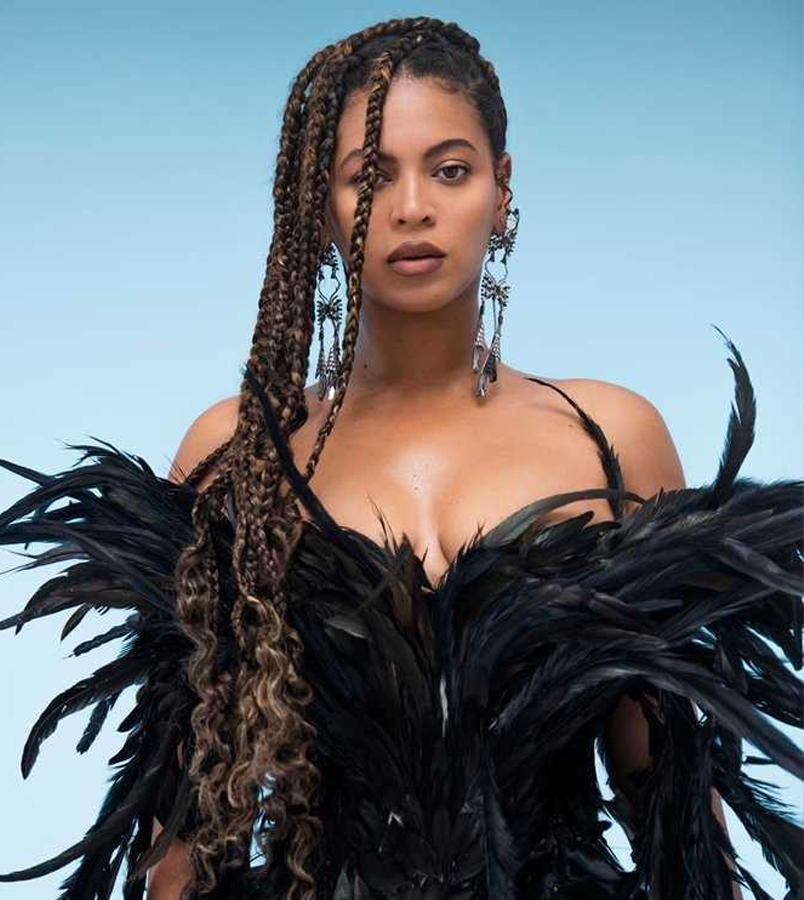
Beyoncé em 2020 no álbum visual Black Is King

Em abril de 2020, Beyoncé participou do remix da música "Savage", da rapper Megan Thee Stallion, marcando seu primeiro material musical do ano.  A canção alcançou o número um na Billboard Hot 100. Em 19 de junho de 2020, Beyoncé lançou o single "Black Parade", com os lucros da canção destinados para o Black Business Impact Fund, de seu projeto social BeyGOOD, que ajuda pequenas empresas de propriedade de indivíduos negros. Black Is King, um filme musical e álbum visual baseado em The Lion King: The Gift, estreou globalmente no Disney+ em 31 de julho de 2020. Produzido pela Disney e Parkwood Entertainment, o filme foi escrito, dirigido e produzido por Beyoncé. O filme foi descrito pela Disney como "um livro de memórias comemorativo para o mundo sobre a experiência negra". Beyoncé recebeu o maior número de indicações (9) no 63º Grammy Awards Anual e o maior número de prêmios (4), o que a tornou a cantora mais premiada, a artista feminina mais premiada e a segunda artista mais premiada na história do Grammy.
Beyoncé escreveu e gravou uma canção intitulada "Be Alive" para o filme de drama biográfico King Richard, inspirado na vida de Richard Williams, pai e treinador das famosas tenistas Venus e Serena Williams.  Ela recebeu sua primeira indicação ao Oscar de melhor canção original no Oscar 2022 pela canção, ao lado do co-escritor DIXSON.

### 2022–presente:A Trilogia (Era Renaissance e Cowboy Carter)

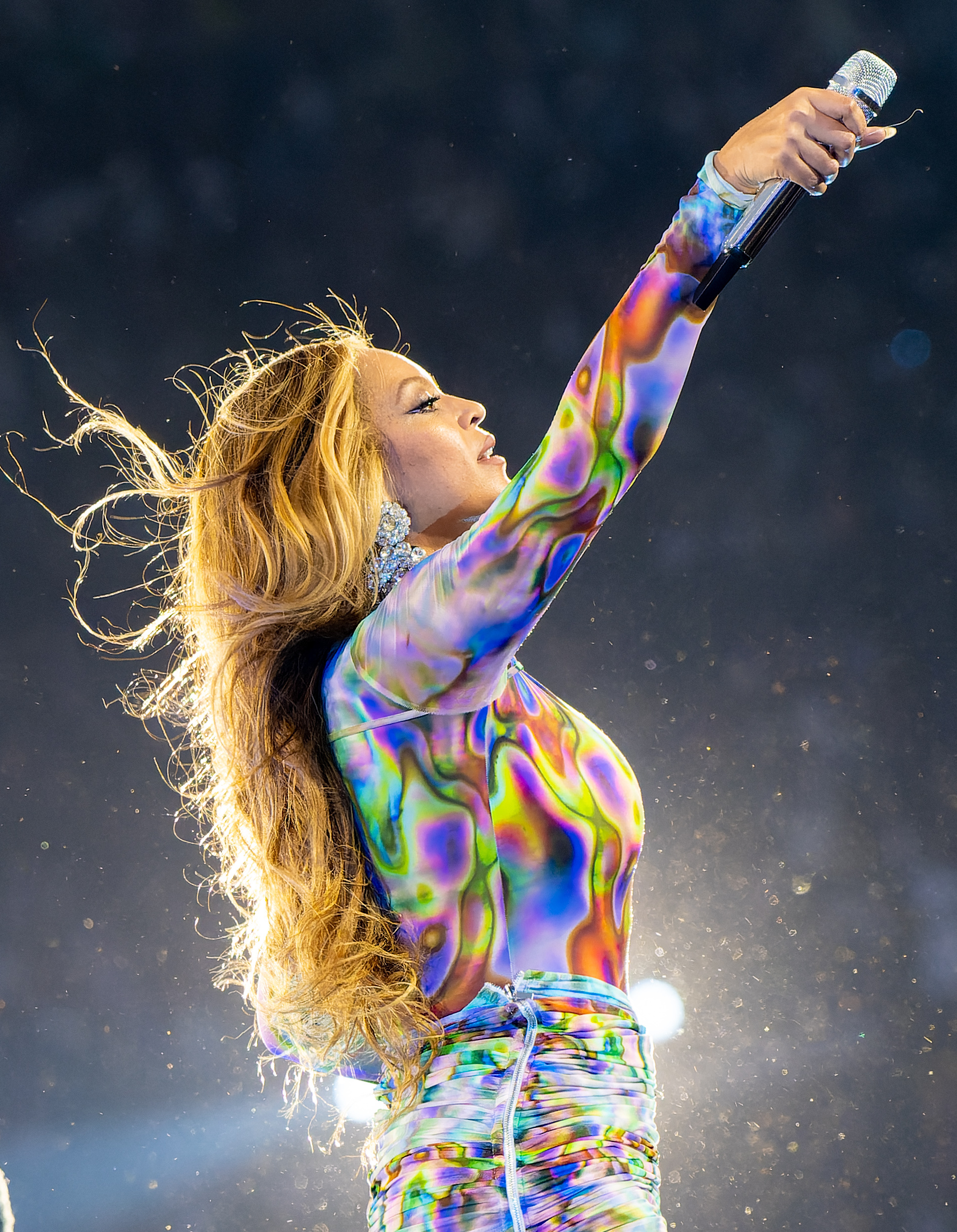
Beyoncé se apresentando na Renaissance World Tour

Em 9 de junho de 2022, Beyoncé removeu suas fotos de perfil em várias redes sociais, causando especulações de que ela brevemente lançaria novas músicas. Dias depois, Beyoncé causou mais especulações através de sua conta no Twitter sem fins lucrativos BeyGood, sugerindo seu próximo sétimo álbum de estúdio.
Em 15 de junho de 2022, Beyoncé anunciou oficialmente seu sétimo álbum de estúdio, intitulado Renaissance. O álbum foi lançado em 29 de julho de 2022. O primeiro single do Renaissance, "Break My Soul", foi lançado em 20 de junho de 2022. A canção se tornou o 20º single de Beyoncé a alcançar o top dez da Billboard Hot 100, e ao fazer isso, Beyoncé iguala o recorde de Paul McCartney e Michael Jackson, como os únicos artistas na história (se tornando a primeira mulher) da Billboard a conquistar 20 singles top 10 em carreira solo e 10 com um grupo musical.Após o lançamento, Renaissance recebeu aclamação universal dos críticos. Renaissance estreou em primeiro lugar na parada Billboard 200, e ao fazer isso, Beyoncé se tornou a primeira artista feminina a ter seus primeiros sete álbuns de estúdio estreando no número um nos Estados Unidos."Break My Soul" simultaneamente subiu para o número 1 na Billboard Hot 100. Por esse álbum, Beyoncé se tornou a artista mais premiada da história do Grammy Awards.
Em 1 de fevereiro, Beyoncé anunciou a Renaissance World Tour com datas na América do Norte e Europa. Sua turnê mundial começou em maio de 2023 na Suécia. A turnê bateu recordes de público e foi aclamada pelos críticos e grandes artistas. Por onde passou, movimentou a economia e o crescimento de turismo no lugar.Em dezembro de 2023, estreou o filme-concerto Renaissance: A Film by Beyoncé, que conta com um documentário sobre a criação do sétimo álbum de estúdio de Beyoncé; o álbum visual que acompanha o disco; e as imagens gravadas das apresentações ao vivo da tour com participação especial de Blue Ivy Carter, além de seus bastidores. Em 11 de fevereiro de 2024, Beyoncé anunciou seu novo álbum, intitulado "Cowboy Carter" (o ato 2), após um comercial da Verizon estrelado pela cantora e pelo ator Tony Hale, durante o Super Bowl LVIII. O álbum foi lançado no dia 29 de março de 2024 e fez Beyoncé se tornar a primeira mulher negra a colocar um álbum no topo da parada de álbuns country da Billboard. O álbum também alcançou o primeiro lugar da Billboard 200. Na época do lançamento, conquistou a maior estreia de um álbum no Spotify em 2024 até então, com 76 milhões de streams. O gênero predominante do álbum é o Country.
Com apenas 4 dias de contagem, o primeiro single do álbum, Texas Hold 'Em, debutou em #2 e, logo na semana seguinte, conquistou o #1 da Billboard Hot 100, ficando no topo por 2 semanas consecutivas. Com esse feito, Beyoncé se tornou a primeira mulher negra a conseguir o número #1 com uma música country.
A mesma protagonizou o primeiro NFL Christmas Gameday Halftime Show em 25 de dezembro de 2024, show que ficou conhecido como Beyoncé Bowl e que deu origem a um especial na Netflix. Em 2 de fevereiro de 2025, a cantora anunciou a Cowboy Carter Tour, datas ainda a anunciar.Mais tarde a cantora ganha pela primeira vez a categoria Álbum do Ano no Grammy Awards com Cowboy Carter se tornando a primeira mulher negra neste século a ganhar a categoria.

## Trabalhos como atriz

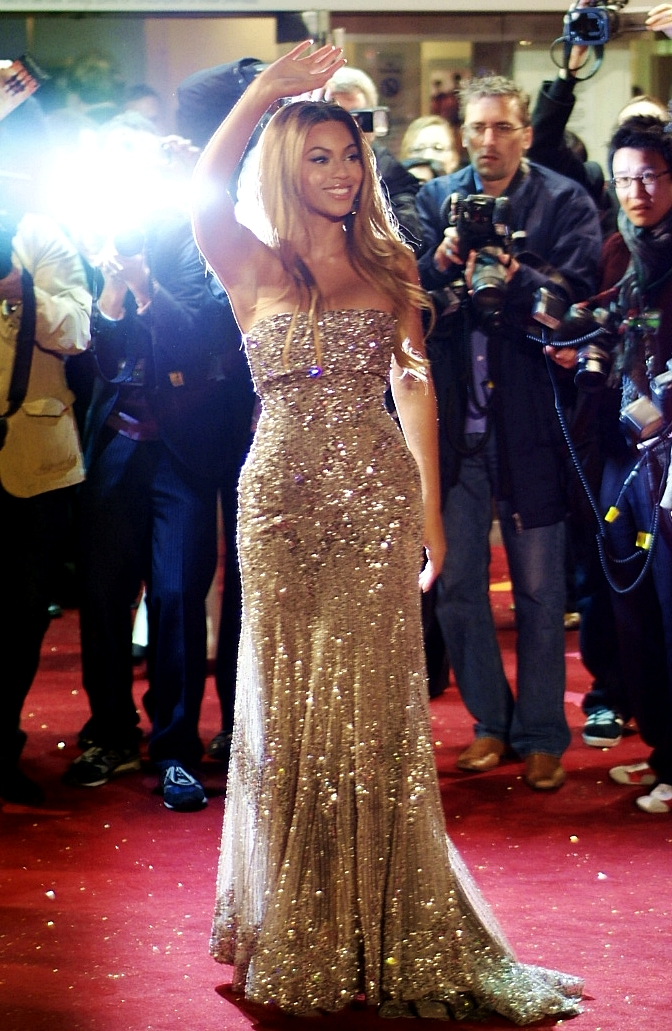
Beyoncé na estreia de seu filme Dreamgirls de 2006.

Beyoncé iniciou sua carreira como atriz em 2001. Seu primeiro trabalho como atriz foi no filme Carmen: A Hip Hopera, interpretando Carmen Brown, uma aspirante a atriz com grandes sonhos que se apaixona por um sargento chamado Derek Hill, que é interpretado pelo ator Mekhi Phifer. Esse filme foi produzido pela MTV e foi lançado apenas na televisão.
Em 2002 ela atuou no filme Austin Powers in Goldmember interpretando Foxxy Cleópatra. Beyoncé co-estrelou o filme com o ator Mike Myers e gravou as músicas "Work It Out" e "Hey Goldmember", para a trilha sonora. Na semana que o filme foi lançado ele arrecadou 73,1 milhões dólares. Em 2003 ela interpretou Lilly, uma cantora de jazz que vive um romance com Darrin Hill, um executivo desempregado, que é interpretado pelo ator Cuba Gooding Jr. no filme The Fighting Temptations. A maioria das músicas que estão na trilha sonora são cantadas pelo próprio elenco do filme.
Em 2006 ela atuou no filme A Pantera Cor-de-Rosa interpretando Xania, uma pop star internacional. O filme estreou em primeiro lugar nas bilheterias arrecadando 21,7 milhões dólares na semana de seu lançamento. Beyoncé gravou as músicas "Check on It" e "A Woman Like Me", mas não foram incluídas na trilha sonora oficial do filme. No mesmo ano ela interpretou Deena Jones, uma personagem inspirada em Diana Ross, no filme Dreamgirls. Sua atuação no filme lhe rendeu duas indicações ao Globo de Ouro nas categorias Melhor atriz em um filme, comédia ou musical e Melhor canção original para música Listen.
Em 2008 ela interpretou a cantora Etta James no filme Cadillac Records. Beyoncé regravou várias músicas para a trilha sonora do filme, incluído a música "At Last". Em 2009 ela atuou em Obsessed interpretando Sharon Charles, mãe de um filho chamado Kyle Charles e esposa do bem-sucedido consultor financeiro Derek Charles.
Em 2011 Beyoncé confirmou que irá participar do remake de A Star Is Born, longa de Clint Eastwood, no papel principal. Na entrevista feita pela Billboard Magazine, a cantora fez questão de dizer que está realizando um sonho..

## Prêmios e indicações

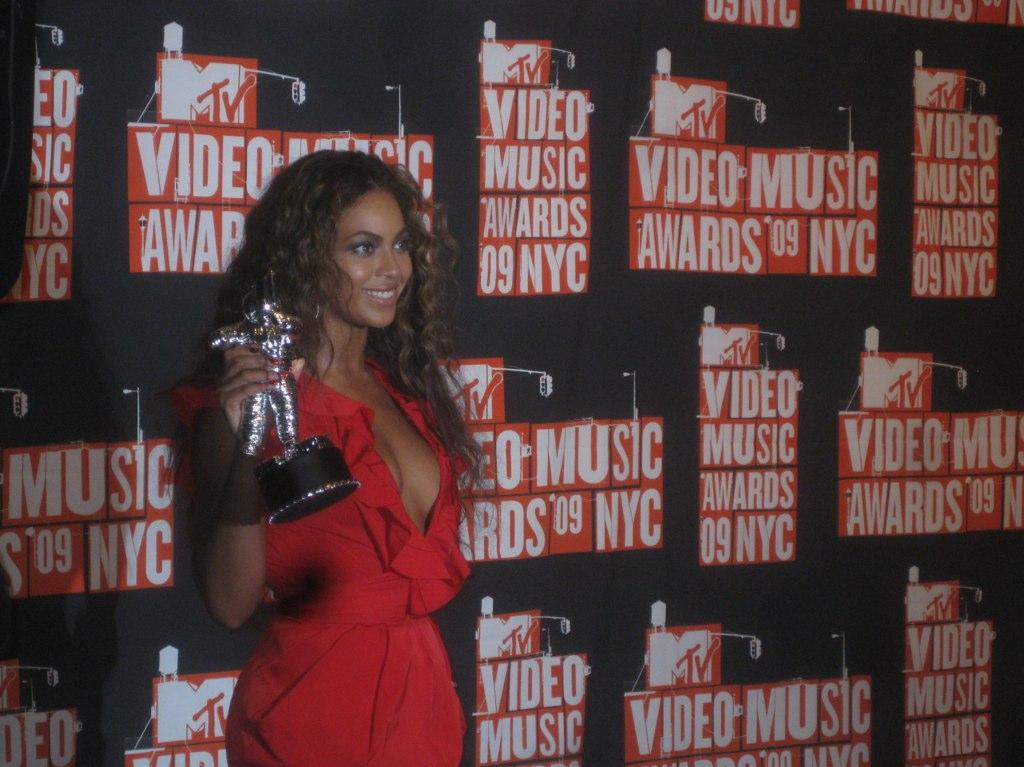
Beyoncé segurando um dos três prêmios que ganhou no MTV Video Music Awards de 2009.

Em 2003, Beyoncé lançou seu primeiro álbum de estúdio em carreira solo, Dangerously in Love. No ano seguinte o álbum foi premiado no Soul Train Music Awards na categoria Best R&B/Soul Album - Female. O primeiro single do álbum, "Crazy in Love", venceu algumas categorias em diversos prêmios, se destacando no Grammy Awards de 2004 por vencer duas das três categorias em que estava concorrendo. O videoclipe da música foi indicado a quatro categorias no MTV Video Music Awards de 2003, vencendo as categorias Melhor Clipe Feminino, Melhor Vídeo Musical de R&B e Melhor Coreografia num Clipe.
Em 2006, ela lançou seu segundo álbum de estúdio, B'Day. O álbum venceu a categoria Melhor Álbum R&B Contemporâneo no Grammy Awards e a categoria Álbum do Ano no Premios Oye. O videoclipe de "Irreplaceable" foi premiado no BET Awards na categoria Clipe do Ano. Tanto a música quanto o videoclipe de "Irreplaceable" receberam algumas indicações em algumas premiações como Grammy Awards, Teen Choice Awards, Soul Train Music Awards entre outras premiações musicais.
Seu terceiro álbum, I Am... Sasha Fierce, foi lançado em 2008. Um ano mais tarde ele venceu a categoria Álbum do Ano no Soul Train Music Awards. "Single Ladies (Put A Ring On It)" foi uma das músicas do seu terceiro álbum que mais se destacou nas premiações musicais. No BET Awards venceu a categoria Clipe do Ano; no Grammy Awards a música venceu três categorias; no MTV Video Music Awards de 2009 o videoclipe da música recebeu nove indicações; mas venceu apenas três categorias Clipe do Ano, Melhor Coreografia e Melhor Edição. A revista Billboard elegeu Beyoncé como a mulher do ano em 2009. Em 2010, ela e o ator Robbie Williams receberam o prêmio NRJ Award of Honor no NRJ Music Awards. No mesmo ano ela tornou-se a artista feminina que mais foi premiada em apenas uma edição do Grammy Awards, por vencer seis das dez categorias em que estava concorrendo. Sua parceria com a cantora Lady Gaga na música "Telephone" venceu a categoria Melhor Colaboração num Clipe no MTV Video Music Awards de 2010. Em 2011 no Billboard Music Awards, Beyoncé foi homenageada com o prêmio Billboard Millennium, para reconhecer as realizações de sua carreira e influência na indústria da música. No mesmo ano, o perfume Heat foi premiado no Cosmetic Norwegian Award e no Dutch Drugstore Award. O videoclipe da música "Run the World (Girls)" vence a categoria Best Choreography no MTV Video Music Awards de 2011.
Em 2013, O single do seu album "4", "Love on Top", ganhou o grammy de Best Traditional R&B Performance, foi a unica vitoria do "4" no grammy's, que no ano anterior tinha concorrido em Best Rap/Sung Collaboration com o single "Party", um feat com o Rapper André 3000.

## Características musicais

### Influências
Beyoncé nomeia Michael Jackson como sua maior influência musical. Com cinco anos, Beyoncé assistiu a seu primeiro concerto em que Jackson se apresentou e ela afirma ter realizado o seu propósito. Quando ela o presenteou com um prêmio de homenagem no World Music Awards em 2006, Beyoncé disse: "se não fosse por Michael Jackson, eu nunca teria me apresentado". Beyoncé foi fortemente influenciada por Tina Turner, ela disse "Tina Turner é alguém que eu admiro, porque ela tornou a sua força feminina e sensual". Ela admira Diana Ross como uma "artista em torno de tudo" e Whitney Houston, que ela disse "me inspirou a chegar lá e fazer o que ela fez". Beyoncé citou Madonna como uma influência "não só pelo seu estilo musical, mas também pelo seu senso de negócios", dizendo que queria "seguir os passos de Madonna e ser uma potência e o meu próprio império". Ela credita a canção de Mariah Carey e sua música "como influenciando-a a começar a praticar corridas vocais quando criança". Suas outras influências musicais incluem Aaliyah, Prince, Lauryn Hill, Sade Adu, Donna Summer, Mary J. Blige, Janet Jackson, Anita Baker, Rachelle Ferrell e Selena Quintanilla.
O feminismo e temas de empoderamento feminino no segundo álbum solo de Beyoncé, B'Day, foram inspirados por seu papel em Dreamgirls e pela cantora Josephine Baker. Beyoncé prestou homenagem a Baker, cantando "Déjà Vu" no concerto Fashion Rocks de 2006 usando a saia mini-hula de Baker embelezada com bananas falsas. O terceiro álbum solo de Beyoncé I Am... Sasha Fierce, foi inspirado por Jay-Z e especialmente por Etta James, cuja "ousadia" inspirou Beyoncé a explorar outros gêneros e estilos musicais. O seu quarto álbum solo, 4, foi inspirado por Fela Kuti, R&B dos anos 1990, Earth, Wind & Fire, DeBarge, Lionel Richie, Teena Marie, The Jackson 5, New Edition, Adele, Florence and the Machine e Prince.
Beyoncé afirmou que ela é pessoalmente inspirada por Michelle Obama (a 44ª primeira-dama dos Estados Unidos), dizendo "Ela prova que você pode fazer tudo" e ela descreveu Oprah Winfrey como "a definição de inspiração e um forte mulher". Ela também discutiu como Jay-Z é uma inspiração contínua para ela, tanto com o que ela descreve como seu gênio lírico e nos obstáculos que ele superou em sua vida. Beyoncé expressou admiração pelo artista Jean-Michel Basquiat, postando em uma carta "o que encontro na obra de Jean-Michel Basquiat, busco em todos os dias na música ... ele é lírico e cru".. Ela citou Madonna como uma influência "não apenas musical, mas também por seu senso empresarial", dizendo que queria "seguir os passos dela e ser uma potência e ter meu próprio império".

### Voz e música

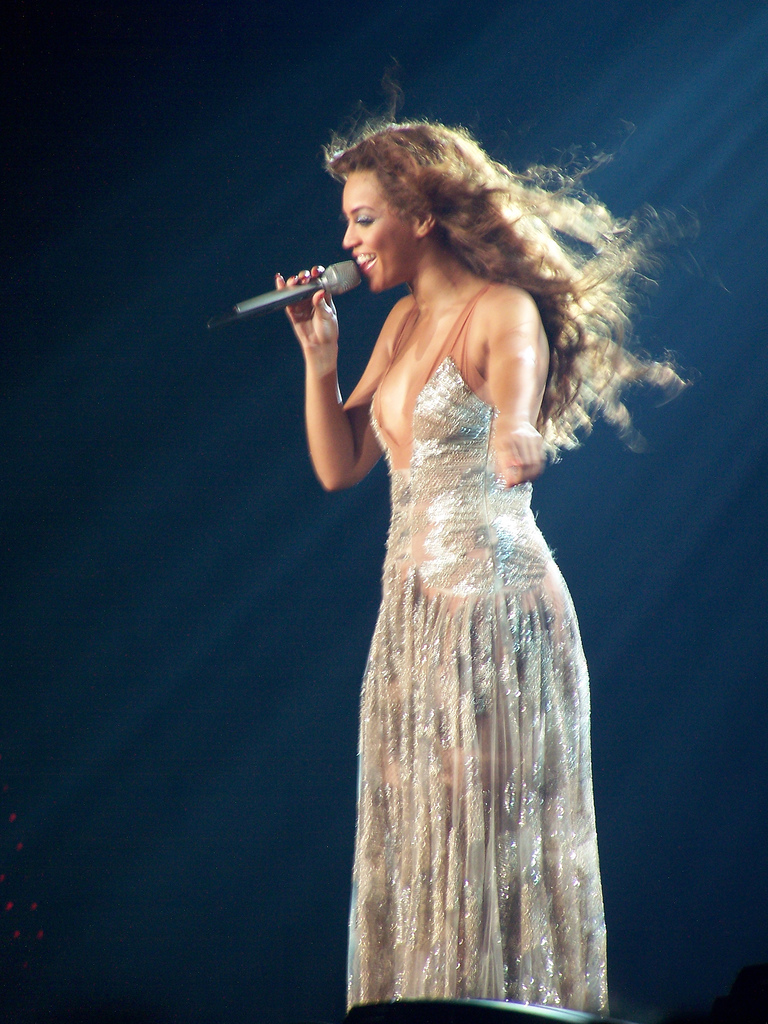
Beyoncé cantando a música "Flaws and All" durante uma apresentação em Barcelona, Espanha.

Sua voz é considerada mezzo-soprano dramático, com um registro vocal de 3,6 oitavas. Para o jornalista Jon Pareles do The New York Times, Beyoncé sempre foi a peça central do grupo Destiny's Child. A sua voz é a voz que define o grupo. Para o jornalista Paul Flynn do The Guardian, a voz de Beyoncé é única e rápida, com muita técnica vocal. Outros críticos elogiaram sua voz e sua potência vocal, quando escutaram o seu segundo álbum B'Day. Jody Rosen, do Entertainment Weekly, escreveu: "Beyoncé Knowles é uma tempestade disfarçada como cantora. Em seu segundo álbum solo B'Day, as canções chegam em grandes rajadas de ritmo e emoção, com a sua voz ondulada por batidas e ritmos. Você teria que pesquisar muito, talvez nos salões do Metropolitan Opera, para encontrar um vocalista que canta com a mais pura força. Ninguém, nem R. Kelly, nem Usher, nem suas rivais divas do pop podem se igualar ao gênio de Beyoncé cantando batidas de hip-hop". Chris Richards do The Washington Post escreveu: "mesmo quando ela é imitada, ela supera as suas imitações. Está tudo na sua voz, um instrumento sub-humano capaz de pontuar qualquer batida, Beyoncé canta muito bem". A revista Cove colocou Beyoncé no sétimo lugar na sua lista dos 100 Cantores Pop Mais Conhecidos, lhe dando 48 de 50 pontos, que foram avaliados em vários critérios que vão desde a sua capacidade vocal a harmonia de suas músicas. Beyoncé frequentemente tem sido comparada a artistas como Mariah Carey, por usar melisma em suas músicas. O jornal Eye Weekly escreveu que "não há dúvida de que Beyoncé é uma das melhores cantoras do pop, talvez uma das melhores vivas".
Sua música é classificada como R&B contemporâneo, mas também inclui os gêneros dance-pop, funk, pop e soul. Ela sempre cantou suas músicas em inglês, mas para lançar o álbum B'Day Deluxe Edition, gravou várias em espanhol. As Destiny's Child já havia gravado uma música em espanhol e receberam respostas favoráveis de seus fãs latinos. Beyoncé estudou espanhol na escola quando era jovem, mas agora só fala algumas palavras da língua. Antes de gravar as músicas em espanhol, ela foi treinada foneticamente por Rudy Perez, um produtor americano.

### Compositora e produtora musical
Mesmo quando estava com as Destiny's Child, Beyoncé afirma ser artisticamente envolvida em sua carreira. Ela recebeu créditos por co-escrever e produzir a maioria das músicas gravadas pelo Destiny's Child e de sua carreira a solo, é muito conhecida por escrever músicas pessoais e feministas. Mas ela já declarou que depois que Jay-Z entrou em sua vida, ela mudou os seus pensamentos sobre como homens e mulheres se relacionam entre si. A maioria de suas músicas são autobiográficas, a própria cantora já confirmou que se inspira em experiências pessoais e experiências vividas pelos seus amigos.
Beyoncé também já recebeu crédito pela co-produção da maioria dos trabalhos em que esteve envolvida, especialmente durante os seus trabalhos a solo. Normalmente ela não surge com batidas, melodias e ideias prontas, tudo isso surge durante a produção do trabalho. A American Society of Composers, Authors and Publishers, deu a Beyoncé em 2001 o prêmio de Compositor do Ano, pela suas composições feitas para o grupo Destiny's Child no período de 1990 a 2000. Beyoncé foi a primeira compositora afro-americana e primeira mulher a ganhar esse prêmio. Ela também já recebeu em um só ano três créditos como compositora por co-escrever "Irreplaceable", "Check on It" e "Grillz" (que tem uma amostra da música "Soldier" do grupo Destiny's Child), se tornando a única mulher desde Carole King em 1971 e Mariah Carey em 1991. Beyoncé está em terceiro lugar, junto com Diane Warren, em relação a créditos, com nove singles em primeiro lugar.

### Atuação no palco

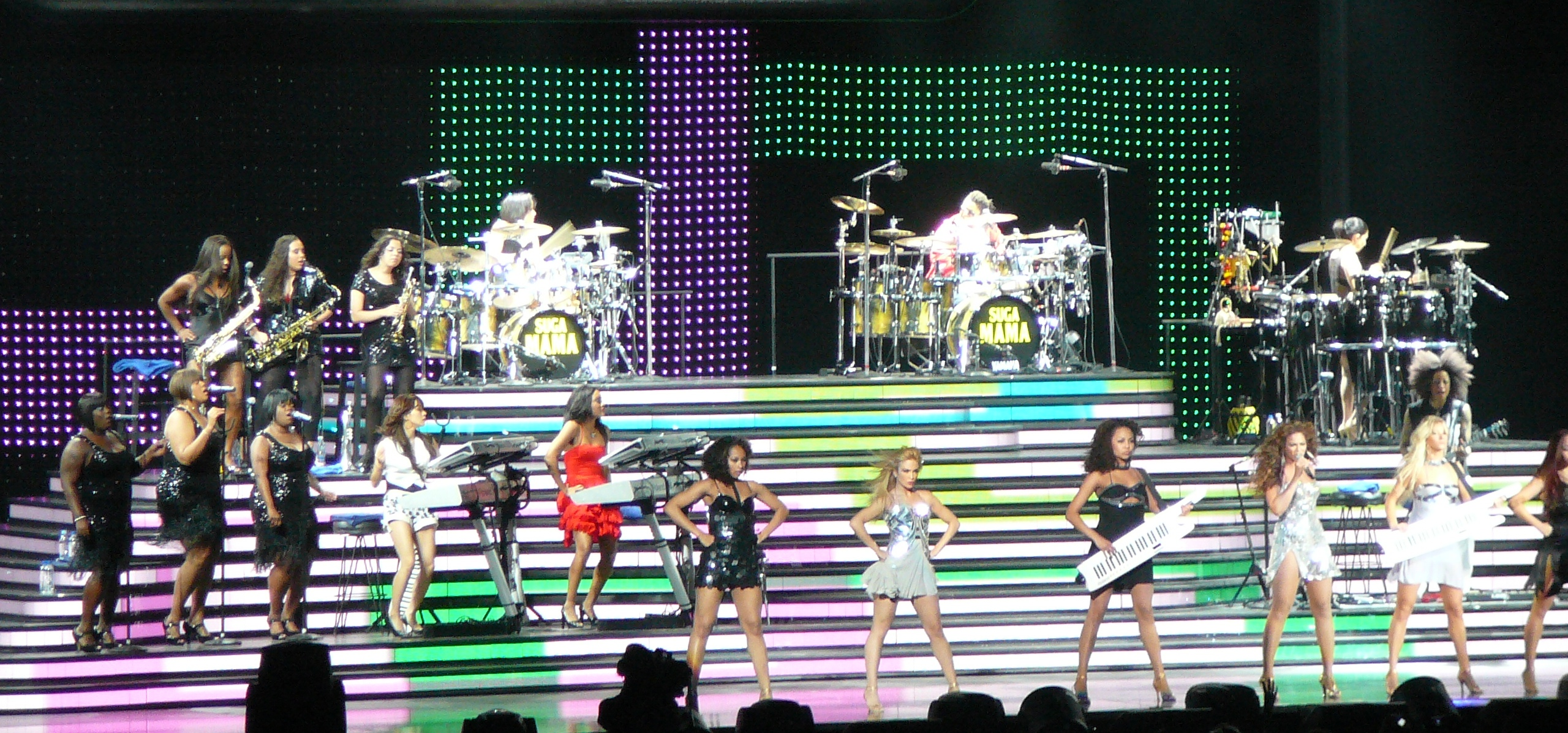
Beyoncé e a sua banda feminina Suga Mama durante uma apresentação da turnê The Beyoncé Experience em 2007.

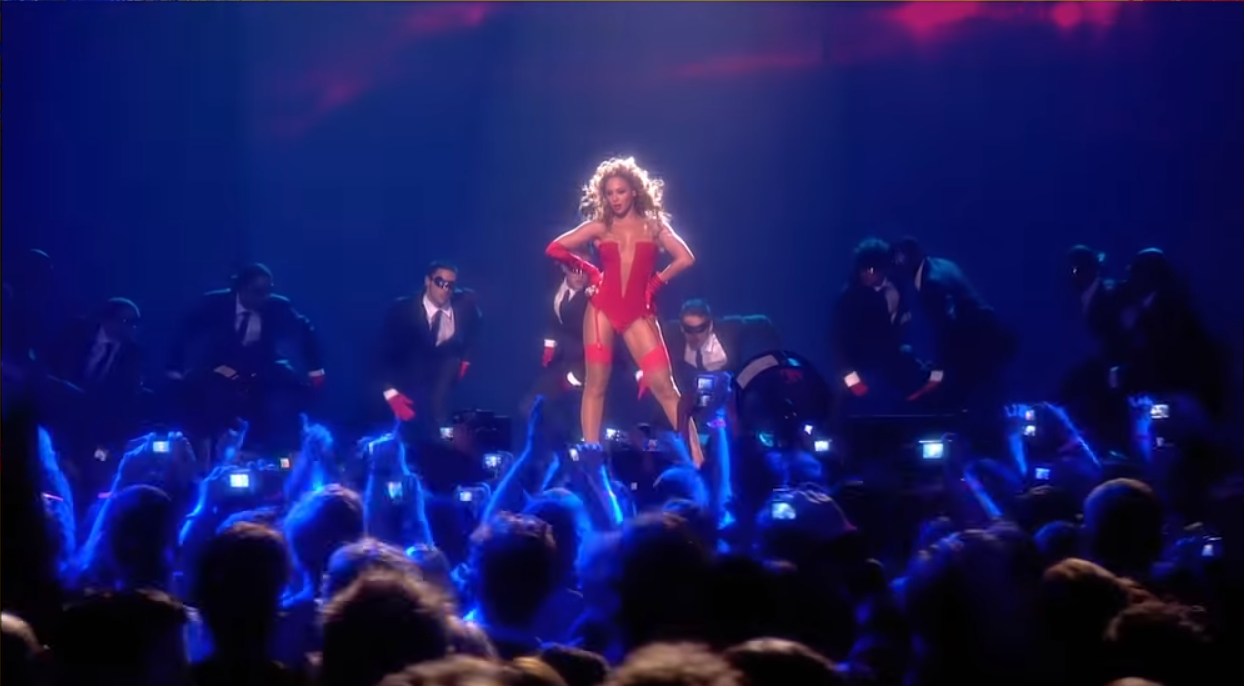
Beyoncé performando durante o MTV Europe Music Awards de 2019

Em 2006 Beyoncé apresentou sua banda feminina, as Suga Mama, que inclui baixistas, bateristas, guitarristas, trompetista, saxofonista alto, saxofonista tenor, tecladistas e percussionistas. A banda estreou no BET Awards de 2006 e apareceu nos videoclipes das músicas "Irreplaceable" e "Green Light" de Beyoncé.
Depois de assistir um show da turnê I Am... Tour, Alice Jones, do The Independent, escreveu: "Beyoncé é verdadeiramente uma diva para cada ocasião". O jornal The New York Times escreveu que "há uma elegância de tirar o fôlego em seu desejo agudo de entreter o público". Renee Michelle Harris, do jornal South Florida Times, escreveu: "Beyoncé atua no palco com uma arrogância e intensidade. Mostrando a sua poderosa voz, sem perder nenhuma nota, muitas vezes, envolvida em vigorosos passos de dança. Ninguém, nem Britney Spears, nem Ciara ou Rihanna, pode fazer o que ela faz: um pacote completo de voz, movimentos e presença".
O Daily Mail escreveu: "muitos especialistas da indústria acreditam que Beyoncé é como o próximo Michael Jackson. Embora seja muito cedo para tais comparações, ela certamente provou que ela é um dos artistas mais talentosos e excitantes atualmente e pode muito bem entrar para a história como tal". Vários críticos já elogiaram suas performances ao vivo. Depois de assistir um de seus shows, Jim Farber, do jornal The Daily News, escreveu: "a forma como Beyoncé usou o seu corpo, intensificou o sentimento de triunfo. O seu cabelo parecia uma Medusa, suas pernas longas e suficiente para dar orgulho a Tina Turner". Stephanie Classen do The StarPhoenix declarou que "o show de Beyoncé não é um show comum, ela domina o show". O jornal Newsday escreveu que "ela provou que a coreografia quente e vocais fortes não precisam ser mutuamente exclusivos, é possível cantar e dançar sem playback".

## Apresentações

### Turnês
Para promover seu álbum de estreia Dangerously in Love, Beyoncé iniciou em 2003 sua primeira turnê em carreira solo, Dangerously in Love Tour, que passou pelo Reino Unido, Irlanda e Holanda. Em 2004, Beyoncé e as cantoras Alicia Keys, Missy Elliott e Tamia realizaram no Estados Unidos uma turnê promocional intitulada Verizon Ladies First Tour. Em 2007, Beyoncé fez sua segunda turnê solo, The Beyoncé Experience Tour, para promover o seu segundo álbum de estúdio B'Day. A turnê The Beyoncé Experience Tour foi a primeira turnê de Beyoncé com a participação da banda feminina Suga Mama.
Em 2009 Beyoncé iniciou sua terceira turnê solo I Am... Tour, que se tornou a 12ª turnê mundial com melhor bilheteria, ultrapassando mais de 37,4 milhões de dólares nos seus primeiros 41 shows, de acordo com o site Poll Star. Em 2010, a turnê passou pelo Caribe e por alguns países da América Latina, incluindo o Brasil, com shows em Florianópolis, São Paulo, Rio de Janeiro e Salvador.

### Concertos notáveis

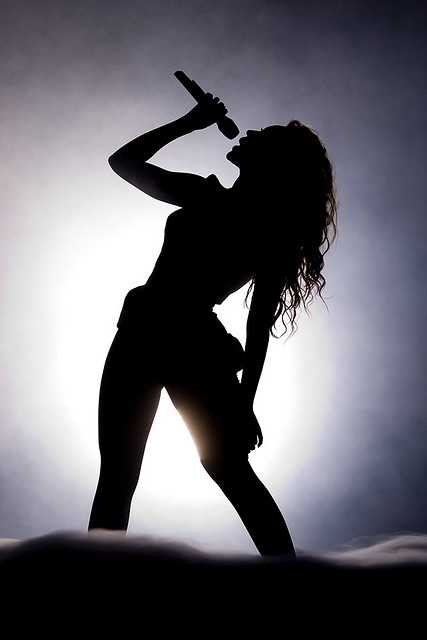
Beyoncé durante sua apresentação em 2009 no Pavilhão Atlântico, em Lisboa.

Em 23 de novembro de 2003, Beyoncé e outros artistas como Anastacia e Bono Vox, participaram do evento de caridade 46664, que foi organizado por Nelson Mandela com o objetivo de alertar a população sobre o HIV/AIDS (SIDA, em Portugal) na África do Sul. O evento aconteceu no Green Point Stadium, Cidade do Cabo, e todo o lucro arrecadado com o evento foi destinado aos programas realizados pela Fundação Mandela.
Durante a turnê I Am... Tour, Beyoncé gravou no dia 2 de agosto de 2009 no Teatro Encore, em Las Vegas, o show acústico I Am... Yours, que pode ser visto no álbum I Am... Yours: An Intimate Performance at Wynn Las Vegas. Em janeiro de 2010, participou do Hope for Haiti Now: A Global Benefit for Earthquake Relief, em Londres, junto com outros artistas, como Jay-Z, Bono Vox, The Edge e Rihanna. Beyoncé cantou uma versão acústica de sua música "Halo", acompanhada por Chris Martin ao piano. Nos dias 14, 16, 18 e 19 de agosto de 2011 Beyoncé realizou o 4 Intimate Nights with Beyoncé, que se trata de shows intimistas em Nova Iorque para a divulgação do álbum 4, Beyoncé cantou seus maiores sucessos, desde o tempo das Destiny's Child, além da maioria das músicas do álbum que estava sendo divulgado.

### Brasil

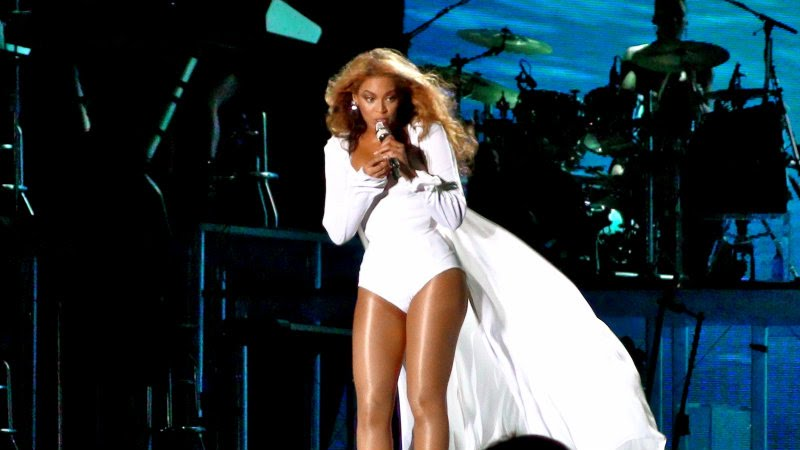
Beyoncé cantando a música "Smash into You" na cidade de Florianópolis, Brasil.

No dia 9 de dezembro de 2009, a cantora Ivete Sangalo confirmou em seu Twitter que iria abrir os shows de Beyoncé no Brasil. Em seu Twitter também postou elogios a Beyoncé, escrevendo: "Beyoncé é sem dúvida alguma a maior artista dos últimos anos, ela é linda e vem para arrasar".
Os ingressos para os shows dela no Brasil, começaram a ser vendidos a partir do dia 21 de dezembro de 2009. Os ingressos para o show no Rio de Janeiro se esgotaram em menos de uma semana após o início das vendas. Na Bahia, a venda dos ingressos aconteceu apenas no Shopping Iguatemi, causando uma superlotação no Shopping.
Suas apresentações foram em 4 de fevereiro, em Florianópolis, no Parque Planeta Atlântida; 6 de fevereiro, em São Paulo, no Estádio do Morumbi; nos dias 7 e 8 de fevereiro no HSBC Arena, no Rio de Janeiro; e no dia 10 de fevereiro em Salvador, no Parque de Exposições de Salvador.

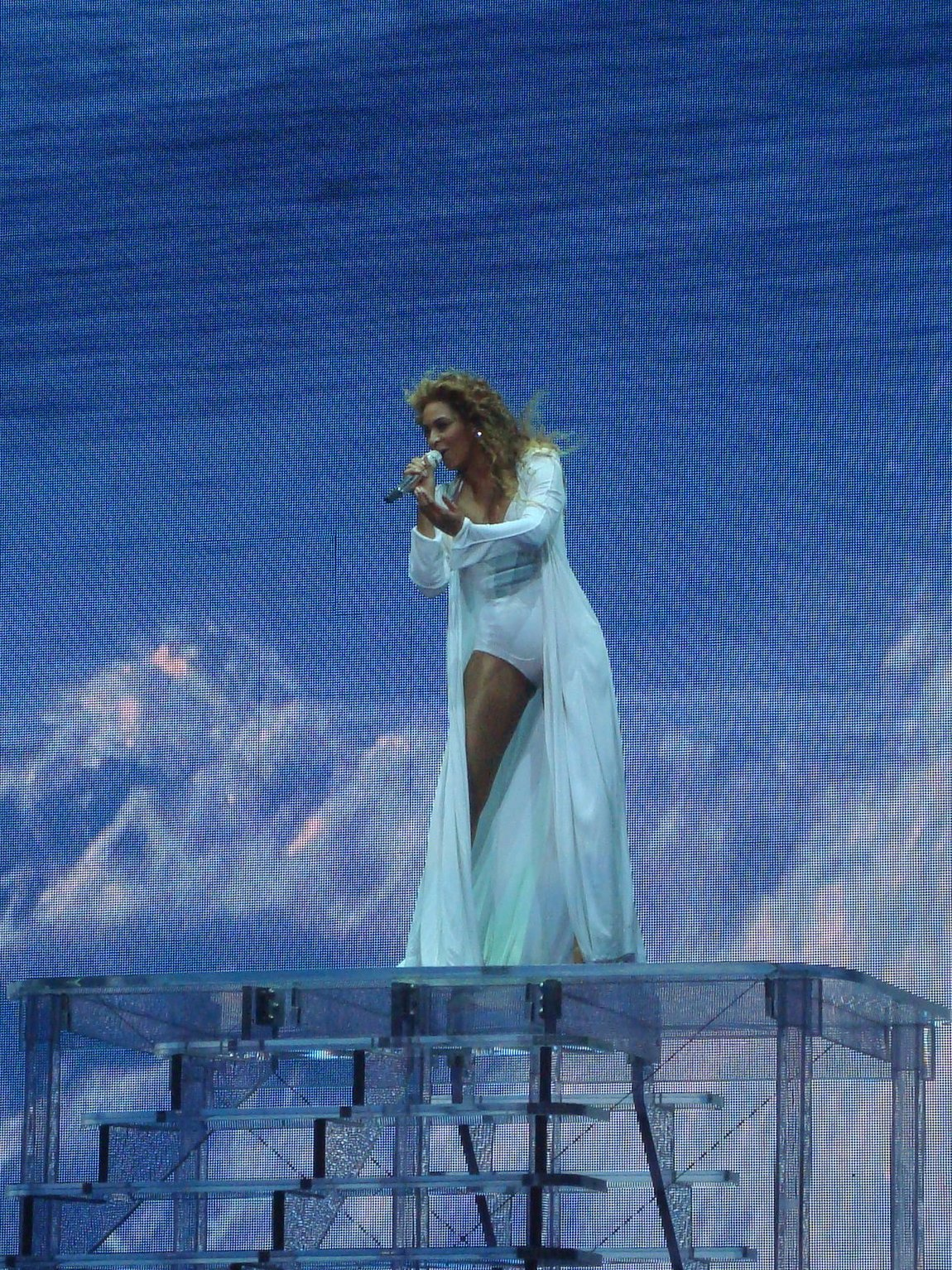
Beyoncé cantando a música "Smash into You" na cidade do Rio de Janeiro, Brasil.

O show de abertura em Florianópolis e no Rio de Janeiro foi feito por Wanessa Camargo. Em São Paulo, apenas Ivete Sangalo fez o show de abertura. A apresentação da banda feminina Valkyrias foi cancelada por causa da forte chuva que aconteceu no dia do show. Em Salvador, Ivete Sangalo realizou o show de abertura.
Durante o seu primeiro show, Beyoncé falou para seus fãs o motivo que fez ela cantar no Brasil, dizendo: "Estou muito feliz de estar no Brasil pela primeira vez. Só tenho a agradecer por todo esse carinho. No Twitter e na internet, vocês pediram para vir ao Brasil e aqui estou".
Seu show no Estádio do Morumbi teve um total de 60 mil pessoas. Durante sua apresentação ela afirmou que esse foi um dos seus maiores públicos, dizendo: "Muito obrigada por me receberem aqui. Este é meu maior show, e este é um dos maiores públicos para o qual cantei".
Durante seu primeiro show no Rio de Janeiro ela declarou: 
Estamos nessa turnê há muito tempo e nenhum lugar no mundo é como o Brasil. Estou muito feliz por estar aqui.— Beyoncé faz elogio ao Brasil no show do Rio.
Seus shows no Brasil tiveram críticas positivas do público e da mídia. Carlos Albuquerque, do jornal O Globo, escreveu que "turnê de Beyoncé é uma espécie de 'Avatar' musical". O jornalista ainda fez elogios a performance e ao palco de Beyoncé.

### Portugal
Beyoncé se apresentou em Portugal pela primeira vez em 24 de maio de 2007, durante a digressão The Beyoncé Experience, no Pavilhão Atlântico, em Lisboa. O preço dos bilhetes para o concerto custou entre 30 e 42 euros. Beyoncé foi até o país para divulgar seu segundo álbum de estúdio, B'Day.
No dia 18 de maio de 2009 Beyoncé realizou seu segundo concerto em Portugal para divulgar seu terceiro álbum solo, I Am... Sasha Fierce. O concerto da turnê I Am... Tour foi realizado no Pavilhão Atlântico, em Lisboa. A venda dos bilhetes para o concerto teve início no dia 12 de dezembro de 2009 e os bilhetes custaram entre 34 e 45 euros.

## Publicidade

### House of Deréon

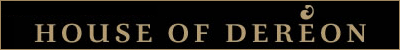
Logótipo da linha de roupas House of Deréon.

Em 2005, Beyoncé e sua mãe criaram juntas uma linha de roupas femininas chamada House of Deréon. Agnèz Deréon avó de Beyoncé que era uma costureira foi a principal inspiração para a criação dessa linha de roupas. De acordo com Tina Knowles, todas as roupas da marca mostram o estilo e o gosto Knowles.
Os produtos da marca só foram lançados em 2006. Foram mostrados publicamente na turnê Destiny Fulfilled ... And Lovin' It do grupo Destiny's Child. A linha de roupas está disponível em varejo e lojas especializadas em todo o mundo, podendo encontrar roupas esportivas, agasalhos e acessórios como bolsas e calçados. Beyoncé também se uniu à House of Brands, uma empresa de calçados local, para produzir uma grande quantia de calçados para a House of Dereon. Em 2004, novamente com o apoio da sua mãe, Beyoncé fundou a empresa Beyond Productions, que pertence a sua família e que fornece o licenciamento e a gestão da marca para House of Deréon. No início de 2008, a linha House of Deréon lançou um jogo para celular, com um componente de rede social on-line chamado Beyoncé Fashion Diva.
A organização dos direitos dos animais, formado pelo PETA, criticou a artista por usar pele de animais em sua linha de roupas. A organização enviou cartas de protesto para Beyoncé, pedindo para que ela pare de utilizar peles de animais em sua linha de roupas. O PETA teve um jantar com Beyoncé para resolver esse problema.

### Linha de roupasSasha Fierce
No dia 1 de julho de 2009, Beyoncé e sua mãe, Tina Knowles, lançaram uma linha de roupas femininas de volta às aulas, inspiradas nos figurinos para a turnê do álbum I Am... Sasha Fierce. Todas as roupas da coleção foram desenhadas por Thierry Mugler. Além das roupas, a coleção é composta de agasalhos, bolsas, calçados, óculos, lingerie e bijuterias. A coleção não inclui a luva de metal de Sasha Fierce e o leque de dinheiro mostrado no videoclipe da música Diva.

### Produtos e autenticações
Beyoncé assinou um contrato com a Pepsi em 2002. O contrato inclui aparições em comerciais de televisão, rádio e anúncios na Internet. Ela foi escolhida pela empresa para ajudar a realizar vendas mais amplas. Em 2004, a Pepsi fez uma propaganda com Beyoncé, Britney Spears, Pink e Enrique Iglesias. Na propaganda todos usavam roupas de gladiador. No ano seguinte, a Pepsi gravou uma propaganda com Beyoncé, Jennifer Lopez e David Beckham, chamada Samurai. Ao longo de sua carreira Beyoncé já realizou vários tipos de propagandas de produtos diferenciados, como de perfumes e produtos de beleza. Em 2003, ela assinou um contrato de 1 milhão de dólares com a empresa L'Oréal. Beyoncé trabalha para a empresa desde seus 18 anos de idade.
Em 2004, Beyoncé lançou um perfume de Tommy Hilfiger chamado True Star. Para divulgar melhor o perfume, ela cantou sua versão cover da música "Wishing on a Star" nos comerciais do perfume, faturando 250 mil dólares para realizar as campanhas publicitarias. Existe uma versão masculina do perfume, chamada True Star For Man. Essa versão tem como garoto propaganda o cantor Enrique Iglesias. Beyoncé também lançou os perfumes True Star Gold, em 2005, e Emporio Armani Diamonds, em 2007.
A revista Forbes anunciou que Beyoncé ganhou 80 milhões dólares entre junho de 2007 e junho de 2008, juntando o que ela ganhou com o seu álbum, sua turnê, seus negócios no mundo da moda e campanhas publicitarias, se tornando a segunda personalidade da música a arrecadar essa quantia de dinheiro em tão pouco tempo. No período de junho de 2008 a junho de 2009, Beyoncé ganhou 87 milhões dólares de acordo com a revista Forbes, colocando Beyoncé no quarto lugar na sua lista das 100 Celebridades Poderosas do Ano. Em 2010, a revista Forbes divulgou a sua lista das celebridades mais poderosas. Beyoncé ficou em terceiro lugar por arrecadar 87 milhões de dólares com a sua turnê, com sua linha de roupas House of Dereon e fazendo a divulgação do Nintendo e da L'Oréal. Beyoncé também entrou na lista das 100 Celebridades mais Poderosas e Influentes, que também feita pela da revista Forbes. Nessa lista Beyoncé ficou em segundo lugar. Na lista dos casais mais ricos feita pela Forbes, em 2010, Beyoncé e Jay-Z ficaram em primeiro lugar por arrecadar 122 milhões de dólares no período de junho de 2008 a junho de 2009. No final de dezembro de 2010, a revista Forbes informou que Beyoncé ganhou 87 milhões dólares entre janeiro de 2010 a dezembro de 2010, ela ficou em nono lugar na lista das 20 celebridades de Hollywood que mais faturaram em 2010.

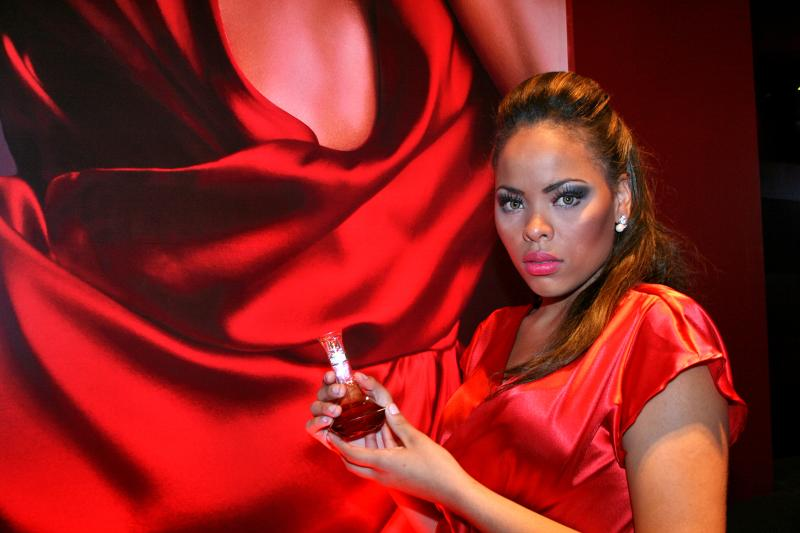
Imagem de uma modelo segurando o perfume Heat de Beyoncé no seu lançamento no Brasil.

No réveillon de 2009 para 2010, Hannibal Gaddafi, filho do então ditador líbio Muammar Gaddafi, contratou Beyoncé por dois milhões de dólares para que ela fizesse um show particular na ilha de São Bartolomeu. A apresentação durou uma hora e Beyoncé cantou cinco músicas, acompanhada de sua banda Suga Mama e de seus dançarinos. Beyoncé recebeu críticas negativas da imprensa americana, que afirmou que ela não deveria se apresentar para um homem com uma extensa lista de agressões a mulheres e que não é conveniente para uma amiga do casal Obama fazer um show para o filho do ex-ditador, cujo regime esteve na lista dos que apoiavam o terrorismo. Em 2011, a cantora anunciou que doou o cachê pago pela família de Gaddafi para a ajuda humanitária no Haiti.
Em 2010, Beyoncé lançou seu primeiro perfume Heat. Para a campanha publicitaria do perfume ela regravou sua versão cover da música "Fever", que foi gravada por Beyoncé pela primeira vez em 2003, para a trilha sonora do filme The Fighting Temptations. Especialistas do setor estimam que o perfume poderia arrecadar US$ 100 milhões no varejo mundial em seu primeiro ano.
Em entrevista ao site WWD, Beyoncé afirmou que deu palpites em todos os processos de produção do perfume e explicou todo o conceito por trás da fragrância, dizendo: 
Tudo sobre o design do frasco, o nome e as ideias para os anúncios sou eu. Quando me envolvo com alguma coisa, faço 100% dela. Meu perfume é uma expressão única de sensualidade de uma mulher poderosa. Eu criei esta fragrância para a auto-confiança das mulheres em todos os lugares, para as mulheres que não têm medo de desejar e ser desejada.— Beyoncé fala sobre seu perfume.

## Imagem pública

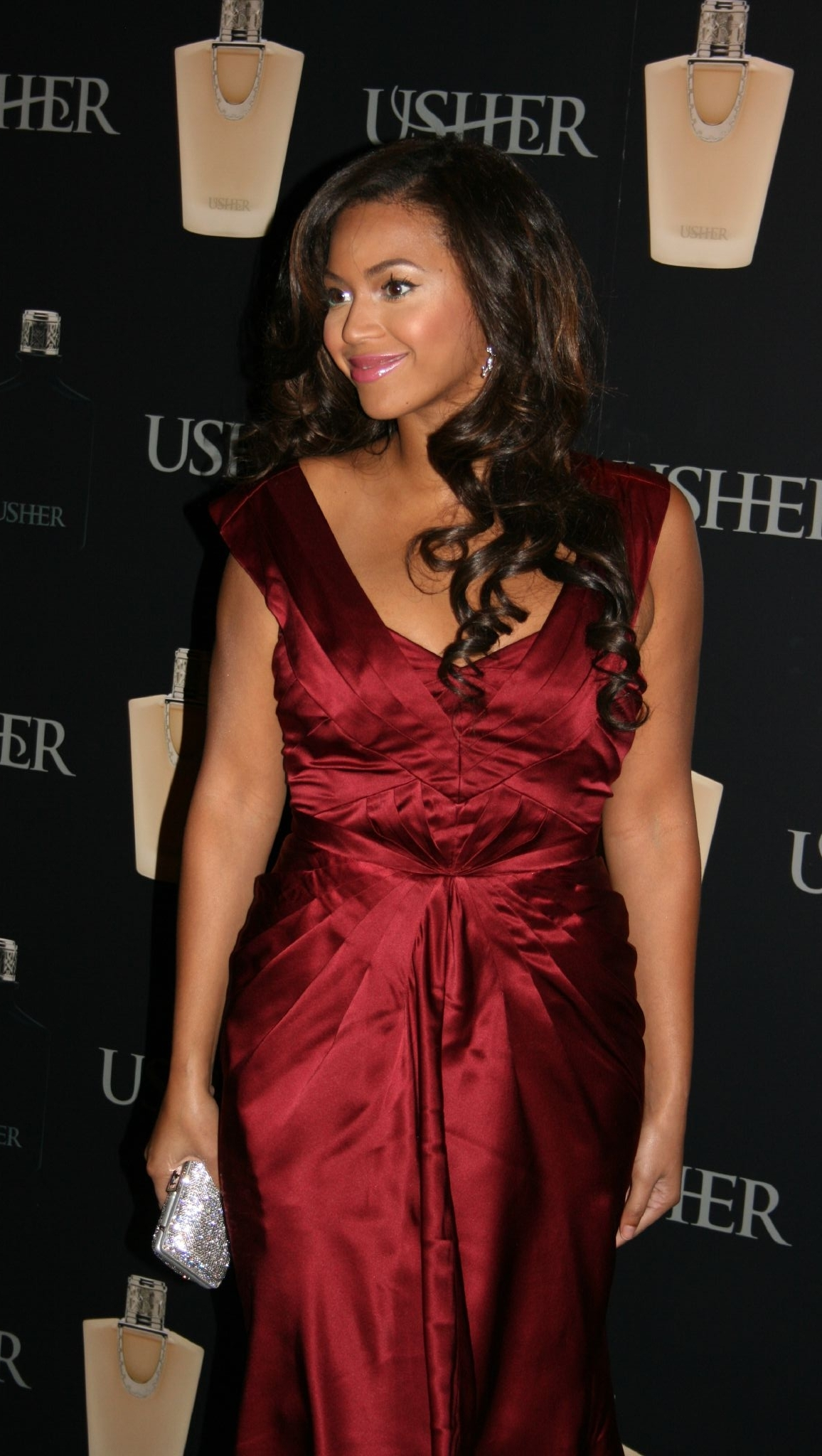
Beyoncé durante o lançamento do perfume do cantor Usher em 2007.

Beyoncé tem muitas estátuas de cera diferentes, incluído uma no museu Madame Tussauds. Tina Knowles lançou em 2002 um livro intitulado Destiny's Style: Bootylicious Fashion, Beauty and Lifestyle Secrets From Destiny's Child. O livro descreve como o sucesso atingiu o Destiny's Child. Em 2007 ela se destacou como capa da revista Sports Illustrated Swimsuit Issue, se tornando a primeira mulher não-modelo e não-atleta e a segunda afro-americana depois da modelo Tyra Banks a estampar a capa da revista. No mesmo ano, uma imagem de Beyoncé segurando um longo cigarro foi exposta nos outdoors e jornais dos Estados Unidos, para fazer a divulgação do seu álbum B'Day. A imagem não agradou a um grupo de antitabagismo que declarou que ela não precisa adicionar o suporte de cigarro para parecer uma pessoa mais sofisticada.
Por ser uma das celebridades negras mais expostas a mídia nos Estados Unidos, Beyoncé tem recebido muitas vezes críticas devido ao racismo e ao sexismo. Ela já processou a empresa L'Oréal por ter alterado o seu tom de pele digitalmente em uma de suas propagandas. A empresa negou ter alterado os traços ou o tom de pele de Beyoncé na propaganda do produto. A revista Vanity Fair também foi acusada de alterar o tom de sua pele digitalmente, mas nada foi confirmado pela revista.
No dia 24 de abril de 2009 Beyoncé apareceu no programa de televisão Larry King Live, com uma imagem mais política e conservadora sobretudo, desde cantar na inauguração do presidente Barack Obama, ao racismo que ela enfrentou por ser um afro-americano. Durante a entrevista ela afirmou que cantar para o presidente no baile de posse foi o destaque de sua carreira.
A revista People elegeu Beyoncé como a artista mais bem vestida de 2007. Para a revista Rolling Stone, depois do lançamento do álbum Dangerously in Love, ela se tornou um símbolo sexual, semelhante a mulheres como a atriz Halle Berry. No World Music Awards de 2008, Beyoncé foi homenageada com um prêmio pela sua contribuição excepcional para as artes. O Salão da Fama e Museu do Rock and Roll colocou o álbum Dangerously in Love na lista dos 200 álbuns definitivos no Rock and Roll Hall of Fame.

### Sasha Fierce
Após o lançamento de seu terceiro álbum, I Am... Sasha Fierce, Beyoncé apresentou para o mundo o seu alter ego, Sasha Fierce, que segundo a cantora representa o seu lado mais agressivo, sensual e confiante como cantora. Em entrevista à revista People ela disse que esse alter ego é estritamente para o palco e que Sasha Fierce nasceu durante as filmagens do videoclipe de "Crazy in Love". Em uma entrevista para a MTV ela disse: "Sasha Fierce é divertida, mais sensual, mais agressiva e o lado mais sincero e mais glamoroso que surge quando eu estou trabalhando e quando estou no palco". Durante uma entrevista para a revista Marie Claire, ela revelou que se sente possuída por seu alter ego no palco e criou Sasha Fierce para fazer coisas que faria normalmente.

### Solidariedade
Beyoncé e a sua família, junto com a cantora Kelly Rowland, criaram a Survivor Foundation, que é uma instituição de caridade que visa à criação de alojamentos provisórios para as vítimas do Furacão Katrina, evacuado as vítimas em Houston no Texas. Beyoncé também doou 100 mil dólares para o Gulf Coast Ike Relief Fund, que beneficia as vítimas do Furacão Ike, na área de Houston. Ela organizou uma angariação de fundos para aumentar as doações para beneficiar as vítimas do Furacão Ike através da Survivor Foundation.
Em 2005, o produtor David Foster e a sua filha Amy Foster-Gillies escreveram a música "Stand Up for Love", que foi lançada como o hino do Dia Mundial da Criança pelo grupo Destiny's Child, em um evento que ocorre anualmente em todo o mundo em 20 de novembro para conscientizar e levantar fundos para causas de crianças em todo o mundo. Em 2008, Beyoncé gravou com outras cantoras a música "Just Stand Up!", para o programa de caridade Stand Up to Cancer.
Durante as pausas da turnê The Beyoncé Experience Tour, Beyoncé criou unidades de coleta de alimentos em Houston em 14 de julho; Atlanta em 20 de julho; Washington, D.C. em 9 de agosto; Toronto em 15 de agosto; Chicago em 18 de agosto; e Los Angeles no dia 2 de setembro de 2007, com o objetivo de doar estes alimentos para as pessoas necessitadas. Para explicar melhor esta coleta de alimento, a cantora afirmou: 
A fome atinge um em cada comunidade nos Estados Unidos. Então, eu estou usando a minha turnê e a Survivor Foundation para chamar a atenção para a fome nacional, juntando forças com o pastor Rudy e com a America's Second Harvest.— Beyoncé fala sobre a coleta de alimentos.
No dia 4 de outubro de 2008, Beyoncé participou do Miami Children's Hospital Diamond Ball & Private Concert no AmericanAirlines Arena em Miami, onde ela foi incluída no International Pediatric Hall of Fame. Ao longo do evento o pianista Ethan Bortnick dedicou a música "Over The Rainbow" a ela. Depois que Beyoncé encerrou as gravações do filme Cadillac Records, onde ela interpreta a cantora Etta James, que já foi viciada em heroína, ela doou todo o dinheiro que ganhou para fazer o filme para a fundação Phoenix House.

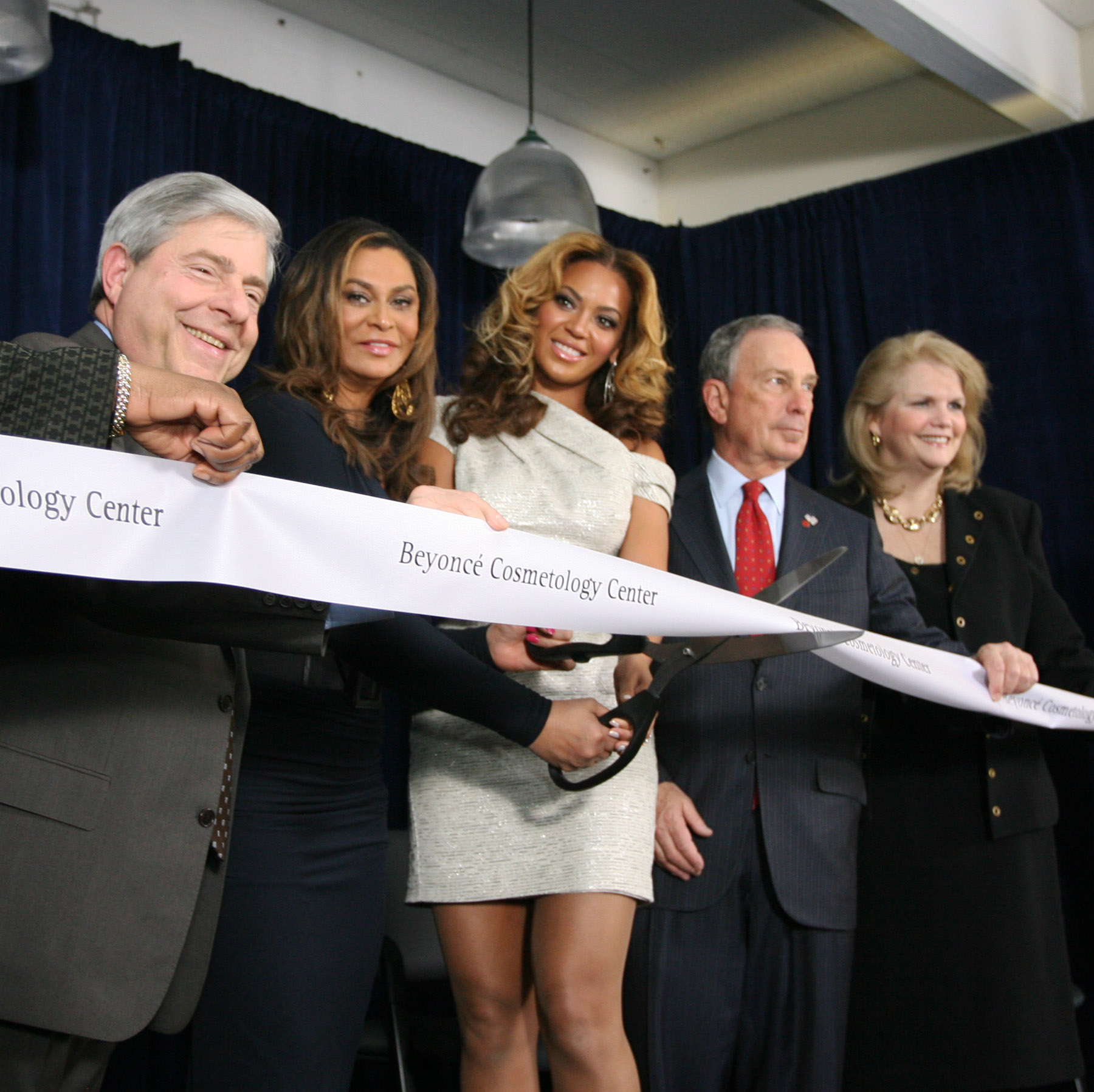
Beyoncé na inauguração do Beyoncé Cosmetology Center em março de 2010.

Beyoncé sempre incentivou seus fãs a trazerem alimentos não-perecíveis para os seus shows nos Estados Unidos, com o objetivo de ajudar a Feeding America, para que ela possa doar mais de 3,5 milhões de refeições para os bancos de alimentos locais. No dia 22 de janeiro de 2010, Beyoncé participou junto com outros artistas do show beneficente Hope For Haiti Now (em português: Esperança Para o Haiti Agora), cantando em Londres para ajudar as pessoas no Haiti. O dinheiro arrecadado com o evento foi para a Cruz Vermelha, para o Unicef e para as organizações Oxfam. Beyoncé foi nomeada o rosto oficial da edição limitada de camisetas Fashion For. A camiseta possui a frase "To Haiti With Love" (em português: "Para o Haiti Com Amor"). Foi desenhada por Peter Arnell, que também criou as camisetas para o Fashion for America.
No dia 5 de março de 2010, Beyoncé e sua mãe inauguraram no Brooklyn Phoenix House o centro de cosmética Beyoncé Cosmetology Center. O centro oferece um curso de treinamento de sete meses sobre cosméticos para homens e mulheres. Todos os produtos que são utilizados no centro foram doados pela empresa L'Oréal. Beyoncé e sua mãe se comprometeram a doar para o centro 100 mil dólares anualmente. Em março de 2011, a National Association of Broadcasters Education Foundation (NABEF) anunciou que está lançado uma campanha intitulada Let's Move! Flash Workout com a Beyoncé e a primeira-dama dos Estados Unidos Michelle Obama que visa combater a obesidade infantil. O evento convida os alunos do ensino médio em todo o Estados Unidos a participar de uma rotina pré-coreografada de exercícios de dança intitulado Let's Move!. Para ajudar na campanha Beyoncé regravou a música "Get Me Bodied" do seu segundo álbum B'Day e a renomeou de Move Your Body.

## Vida pessoal

### Casamento e filhos

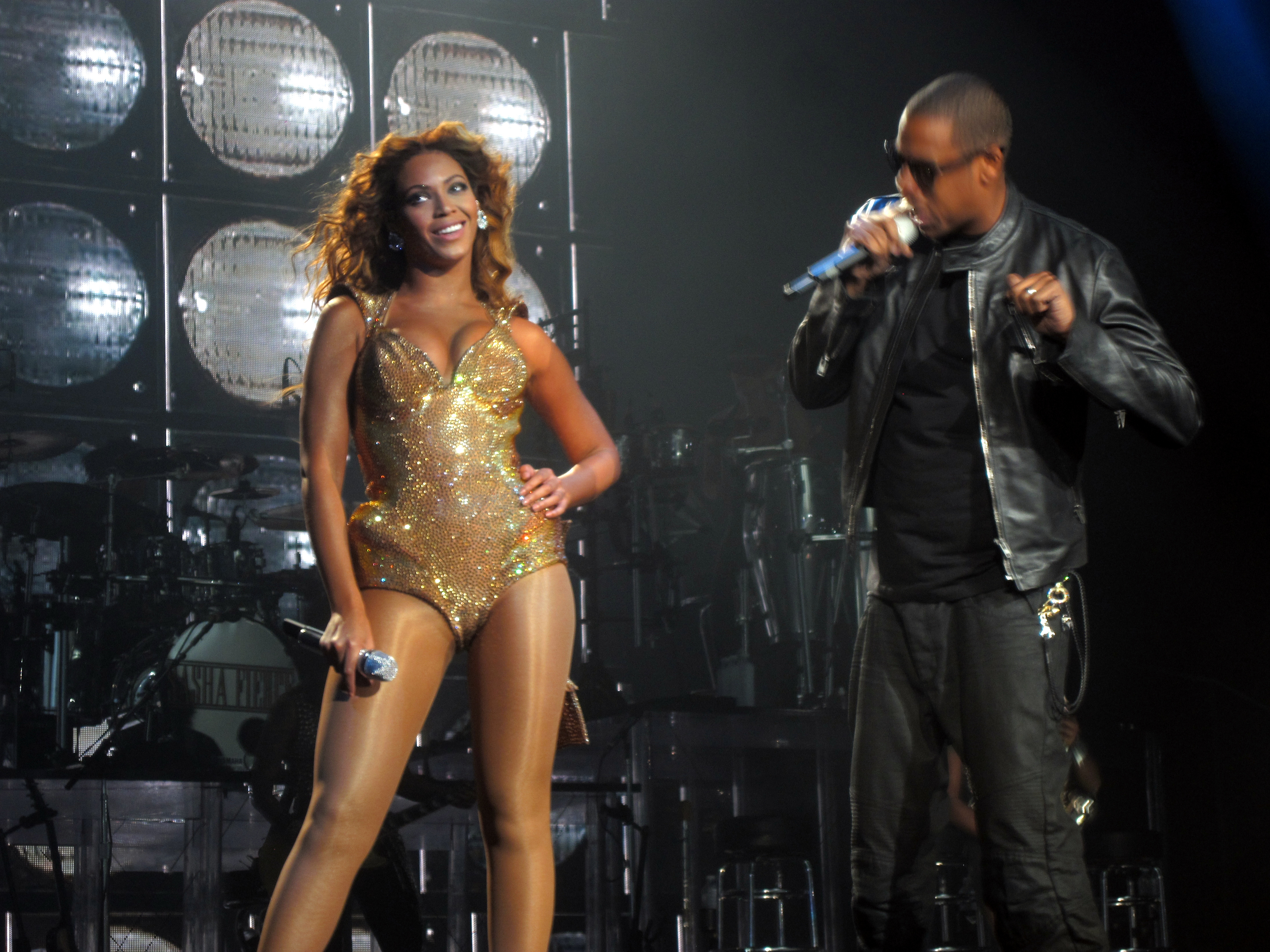
Beyoncé performando na I Am... Tour com Jay-Z, com quem ela casou em 2008

Beyoncé começou um relacionamento com Jay-Z após sua colaboração em "'03 Bonnie & Clyde", que apareceu em seu sétimo álbum The Blueprint²: The Gift & the Curse (2002). Beyoncé apareceu como namorada de Jay-Z no videoclipe da música, alimentando especulações sobre seu relacionamento. Em 4 de abril de 2008, Beyoncé e Jay-Z se casaram sem publicidade. Até abril de 2014, o casal já havia vendido juntos um total de 300 milhões de álbuns e singles. Eles são conhecidos por seu relacionamento privado, embora tenham se exposto mais na mídia nos últimos anos.
Beyoncé sofreu um aborto espontâneo por volta de 2010 ou 2011, descrevendo-o como "a coisa mais triste" que ela já sofreu. Ela voltou ao estúdio e escreveu música para lidar com a perda. Em abril de 2011, Beyoncé e Jay-Z viajaram para Paris para gravar a capa do álbum 4 e, inesperadamente, ficaram grávidos em Paris. Em agosto, o casal participou do MTV Video Music Awards de 2011, no qual Beyoncé cantou "Love on Top" e terminou a performance revelando que estava grávida. Sua aparição ajudou o MTV Video Music Awards a se tornar a transmissão mais assistida da história da MTV, atraindo 12,4 milhões de telespectadores; o anúncio foi listado no Guinness World Records para "a maioria dos tweets por segundo registrado por um único evento" no Twitter, receber 8 868 tweets por segundo e "Beyonce grávida" foi o termo mais pesquisado no Google a semana de 29 de agosto de 2011. Em 7 de janeiro Em 2012, Beyoncé deu à luz uma filha, Blue Ivy Carter, no Hospital Lenox Hill, em Nova York.
Em 1 de fevereiro de 2017, ela revelou em sua conta no Instagram que estava esperando gêmeos. Seu anúncio ganhou 6 335 571 "curtidas" em oito horas, quebrando o recorde mundial da imagem mais apreciada no site na época. Em 13 de julho de 2017, Beyoncé postou a primeira imagem de si mesma e dos gêmeos para sua conta no Instagram, confirmando a data de nascimento como um mês antes, em 13 de junho de 2017 e os nomes Rumi e Sir Carter. Os gêmeos nasceram no Ronald Reagan UCLA Medical Center, na Califórnia. Rumi, a filha, nasceu antes de Sir, o filho.

### Ativismo

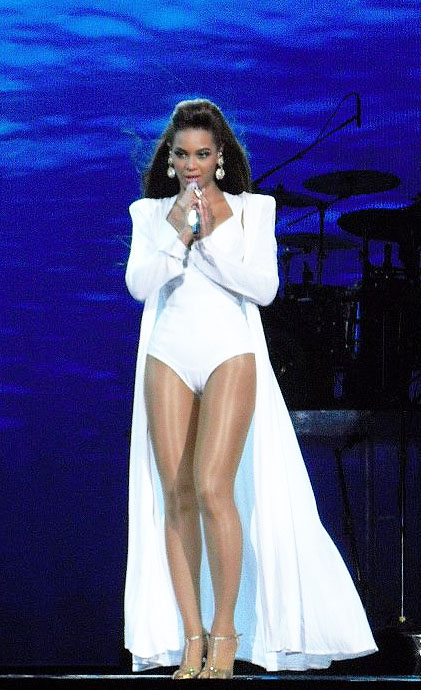
Beyoncé realizou várias campanhas de arrecadação de fundos e doações durante suas turnês

Beyoncé cantou "America the Beautiful" na inauguração presidencial de 2009, bem como "At Last" durante a primeira dança inaugural no Neighborhood Ball dois dias depois. Eles realizaram um arrecadação de fundos em Jay-Z Clube de 40/40 em Manhattan para 2012 campanha presidencial de Obama que levantou 4 milhões de dólares. Na eleição presidencial de 2012, Beyoncé votou a favor de Obama. Ela cantou o hino nacional americano em sua segunda posse em janeiro de 2013. O The Washington Post informou em maio de 2015, que Beyoncé participou de uma grande arrecadação de celebridades para a candidata presidencial de 2016, Hillary Clinton. Ela também encabeçou Hillary Clinton em um concerto de 2016, realizado no fim de semana antes do dia da eleição. Nesta performance, Beyoncé e seu séquito de dançarinos de apoio usavam terninhos; uma clara alusão à frequente vestimenta de Clinton. Os dançarinos de apoio também usavam camisetas escrito "Estou com ela", o slogan de campanha de Clinton. Em um breve discurso nesta performance, Beyoncé disse: "Eu quero que minha filha cresça vendo uma mulher liderar nosso país e sabendo que suas possibilidades são ilimitadas".
Em 2013, Beyoncé declarou em uma entrevista à Vogue que se considerava "uma feminista moderna". Ela mais tarde se alinharia mais publicamente com o movimento, provando "Nós todos devemos ser feministas", um discurso proferido pela autora nigeriana Chimamanda Ngozi Adichie em uma palestra no TEDx em abril de 2013, em sua música "Flawless", lançado mais tarde naquele ano. Em 2014, ela se apresentou ao vivo no MTV Video Music Awards em frente a um cenário gigante de leitura "FEMINISTA". Ela também contribuiu para a campanha de Ban Bossy , que usa televisão e mídia social para incentivar a liderança em meninas. Após a identificação pública de Beyoncé como feminista, a natureza sexualizada de suas performances e o fato de que ela defendeu seu casamento foi questionada.
Beyoncé endossou publicamente o casamento entre pessoas do mesmo sexo em 26 de março de 2013, após o debate na Suprema Corte sobre a Proposição 8 da Califórnia. Beyoncé falou contra a Lei de Privacidade e Segurança de Instalações Públicas da Carolina do Norte, uma lei aprovada (e posteriormente revogada) que discriminava a comunidade LGBT em locais públicos em um comunicado durante seu concerto em Raleigh como parte da Formation World Tour em 2016. Ela também condenou a brutalidade policial contra os negros americanos. Beyoncé e Jay-Z participaram de uma manifestação em 2013 em resposta à absolvição de George Zimmerman pelo tiroteio de Trayvon Martin. O filme de seu sexto álbum Lemonade incluiu as mães de Trayvon Martin, Michael Brown e Eric Garner, segurando fotos de seus filhos no vídeo de "Freedom". Em uma entrevista de 2016 para a Elle, Beyoncé respondeu à controvérsia em torno de sua música "Formation"", que foi vista como crítica a polícia. Ela esclareceu: "Eu sou contra a brutalidade policial e injustiça. Essas são duas coisas separadas. Se celebrar minhas raízes e cultura durante o Mês da História Negra deixou alguém desconfortável, esses sentimentos estavam lá muito antes de um vídeo e muito antes de mim".
Em 2014, frequentadora assídua da igreja St. John's Downtown, no Texas, Estados Unidos, Beyoncé decidiu doar cerca de R$ 15,4 milhões para a construção de um prédio no local, onde desabrigados são auxiliados 
Em fevereiro de 2017 Beyoncé falou contra a retirada de proteções para estudantes transexuais em escolas públicas pela administração presidencial de Donald Trump. Publicando um link para a campanha 100 Days of Kindness em sua página no Facebook, Beyoncé expressou seu apoio aos jovens transgênero e se juntou a uma lista de celebridades que se pronunciaram contra a decisão de Trump.

### Religiosidade
Beyoncé sempre foi muito ligada à sua fé cristã, foi criada como metodista protestante, uma denominação cristã, em Houston, Texas.  Se autodenominando 'Garota da Igreja' (como na canção "Church Girl" do álbum Renaissance de 2022), ela fala sobre sua liberdade do corpo e na dança em comparativo a sua fé como uma mulher negra frequentadora de igreja. Frequentemente suas canções e álbuns fazem referência a fé cristã, entretanto vários trabalhos seus também fazem alusões a religiões de matriz africana em sua própria origem e ao afrofuturismo como em Lemonade de 2017.

### Riqueza
A revista Forbes começou a relatar os lucros de Beyoncé em 2008, calculando que os 80 milhões de dólares ganhos entre junho de 2007 e junho de 2008, por sua linha de música, turnê, filmes e roupas fizeram dela a música mais bem paga do mundo, acima de Madonna e Celine Dion. Eles a colocaram em quarto lugar na lista de 100 mais ricas celebridades em 2009 e em nono na lista "Mulheres mais poderosas do mundo" em 2010. No ano seguinte, a Forbes a colocou em oitavo lugar na lista de "Celebridades mais bem pagas", tendo ganhado $35 milhões no ano passado para sua linha de roupas e promoções de endosso. Em 2012, a Forbes colocou Beyoncé no número 16 na lista das 100 celebridades, doze lugares abaixo do que tinha estado três anos antes, mas ainda assim ganhou 40 milhões de dólares no ano passado em seu álbum 4, linha de roupas e ofertas de endosso. No mesmo ano, Beyoncé e Jay-Z ficaram em primeiro lugar no "Casais da celebridade com os melhores cupons do mundo", ganhando coletivamente 78 milhões de dólares. O casal chegou ao Guinness World Records do ano anterior como o "casal de maior poder aquisitivo" por faturar 122 milhões de dólares em 2009. Para os anos de 2009 a 2011, Beyoncé ganhou uma média de 70 milhões de dólares por ano, e 40 milhões em 2012. Em 2013, o apoio da Beyoncé à Pepsi e à H&M fez dela e de Jay-Z o primeiro casal bilionário do mundo na indústria da música. Naquele ano, Beyoncé foi publicada como a quarta celebridade mais poderosa no ranking da Forbes.
A MTV estimou que até o final de 2014, Beyoncé se tornaria o músico negro mais bem pago da história; isso se tornou fato em abril de 2014. Em junho de 2014, Beyoncé ficou em primeiro lugar na lista de 100 Celebridades Mais Ricas, ganhando cerca de 115 milhões de dólares durante junho de 2013 a junho de 2014. Esta foi a primeira vez que ela tinha liderado a lista das 100 Celebridades, além de ser seu maior salário anual até o momento. Em 2016, Beyoncé ficou no 34º lugar na lista de 100 Celebridades, com ganhos de 54 milhões de dólares. A própria autora e Jay-Z também lideraram a lista de casais de celebridades mais bem pagas, com ganhos combinados de 107,5 milhões de dólares. Em maio de 2017, a Forbes calculou seu patrimônio líquido em 350 milhões de dólares e, em junho do mesmo ano, classificou-a como a segunda celebridade mais lucrativa, com ganhos anuais de 105 milhões de dólares. Isso igualou Beyoncé a Madonna como as duas únicas artistas femininas a ganhar mais de 100 milhões de dólares num único ano duas vezes. Enquanto casal com Jay-Z, eles têm um patrimônio líquido combinado de 1160 milhões de dólares. Em julho de 2017, a Billboard anunciou que Beyoncé foi a musicista mais bem paga de 2016, com um total estimado de 62,1 milhões de dólares.

## Influência e legado

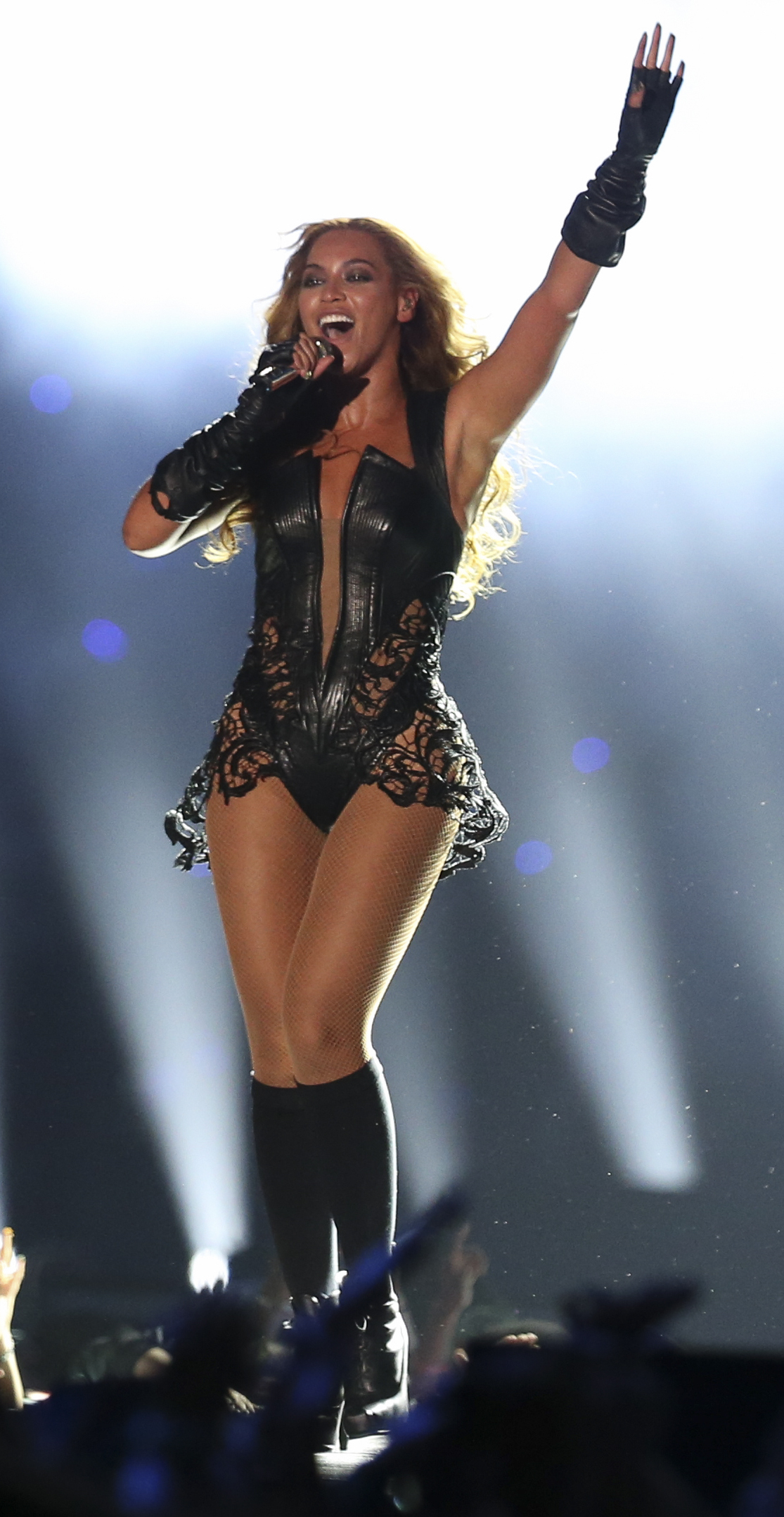
Beyoncé durante o show do intervalo Super Bowl XLVII.

No The New Yorker, a crítica musical Jody Rosen descreveu Beyoncé como "o músico popular mais importante e convincente do século XXI ..... o resultado, o ponto final lógico, de um século a mais do pop". Quando o The Observer a nomeou artista da década, Llewyn-Smith escreveu: 
Por que Beyoncé? [...] Porque ela fez não um, mas dois dos maiores singles da década, com "Crazy in Love" e "Single Ladies (Put a Ring on It)", sem mencionar seus sucessos com Destiny's Child; e essa foi a década em que os singles - particularmente os singles de R&B - recuperaram seu status de mídia favorita do pop. [...] [Ela] e não qualquer estrela de rock superannuada foi sem dúvida o maior intérprete ao vivo dos últimos 10 anos.
Em 2013 Beyoncé culminou a lista Time 100, com Baz Luhrmann escrevendo: 
Ninguém tem aquela voz, ninguém se move do jeito que ela se move, ninguém pode segurar um público do jeito que ela faz ... Quando Beyoncé faz um álbum, quando Beyoncé canta uma música, quando Beyoncé faz alguma coisa, é um evento, e é amplamente influente. Neste momento, ela é a diva herdeira dos EUA - a voz nacional reinante.
Em 2014 Beyoncé foi listada novamente na Time e também apareceu na capa da edição.
O trabalho de Beyoncé influenciou inúmeros artistas, incluindo Britney Spears, Adele, Ariana Grande, Lady Gaga, Ellie Goulding, Rihanna, Kelly Rowland, Sam Smith, Nicole Scherzinger, Jessica Sanchez, Cheryl, JoJo, Meghan Trainor, Grimes, Rita Ora, Zendaya, Alexis Jordan, Bridgit Mendler, e Azealia Banks. A banda de indie rock americano White Rabbits também citou sua inspiração para seu terceiro álbum Milk Famous (2012), a amiga Gwyneth Paltrow estudou Beyoncé em seus shows ao vivo enquanto aprende a se tornar um artista musical para o filme Country Strong de 2010.

Sheldon Pearce, da Pitchfork, notou sua contribuição em mudar o som da rádio pop music com seu estilo hip-hop assistido, escrevendo:
Sua fluência no hip-hop deu-lhe uma vantagem na corrida armamentista da pop star, ajudando-a a se tornar a voz que preside em uma paisagem musical cada vez mais dominada pelo rap. Sua evolução, da estrela de R&B adjacente ao rap (aparecendo em 1998 em um vídeo de Geto Boys) a um relutante acionista de hip-hop a um rapper, desempenhou um papel em mudar lentamente o som da rádio pop.
Seu single de estreia, "Crazy in Love" foi nomeado o "melhor canção da década de 2000" pelo VH1, pelo NME como "Melhor Trilha dos anos 00s" e "Canção Pop do Século", considerada pela Rolling Stone é uma das 500 melhores músicas de todos os tempos, ganhando dois prêmios Grammy e é um dos singles mais vendidos de todos os tempos, com cerca de 8 milhões de cópias. O videoclipe de "Single Ladies (Put a Ring on It)", que alcançou a fama por sua intrincada coreografia e sua implantação de mãos de jazz, foi creditado pelo Toronto Starcomo tendo começado a "primeira grande mania de dança do novo milênio e da Internet", provocando uma série de paródias da coreografia de dança e uma legião de imitadores amadores no YouTube. Em 2013, Drake lançou um single intitulado "Girls Love Beyoncé", que contou com uma interpolação de "Say My Name" do Destiny Child e discutiu seu relacionamento com as mulheres. Em janeiro de 2012, o cientista Bryan Lessard deu o nome à espécie Scaptia beyonceae, uma espécie de mosca-cavalo encontrada no norte de Queensland, na Austrália, inspirado por Beyoncé, devido aos pelos dourados da mosca em seu abdômen. Em julho de 2014, uma exposição de Beyoncé foi introduzida na seção Legends of Rock do Rock and Roll Hall of Fame. O collant preto do vídeo Single Ladies e sua roupa da performance no intervalo do Super Bowl estão entre as várias peças guardadas no museu. Arquitetos creditam a aparência de Beyoncé em seu videoclipe de "Ghost" como inspiração para o design da Premier Tower em construção na Austrália.

## Discografia
- Dangerously in Love (2003)
- B'Day (2006)
- I Am... Sasha Fierce (2008)
- 4 (2011)
- Beyoncé (2013)
- Lemonade (2016)
- Everything Is Love (com Jay-Z) (2018)
- Homecoming: The Live Album (2019)
- Renaissance (2022)
- Cowboy Carter (2024)

## Filmografia
- Carmen: A Hip Hopera (2001)
- Austin Powers in Goldmember (2002)
- The Fighting Temptations (2003)
- The Pink Panther (2006)
- Dreamgirls (2006)
- Cadillac Records (2008)
- Wow! Wow! Wubbzy!: Wubb Idol (2009)
- Obsessed (2009)
- Life Is But a Dream (2013)
- Epic (2013)
- The Lion King (2019)

## Turnês

### Turnês como artista principal
- Dangerously in Love Tour (2003)
- The Beyoncé Experience (2007)
- I Am... World Tour (2009–10)
- The Mrs. Carter Show World Tour (2013–14)
- The Formation World Tour (2016)
- Renaissance World Tour (2023)
- Cowboy Carter Tour (2025)

### Turnês como artista convidada
- Verizon Ladies First Tour (com Alicia Keys e Missy Elliott) (2004)
- On the Run Tour (com Jay-Z) (2014)
- On the Run II Tour (com Jay-Z) (2018)

### Showsde residência
- I Am... Yours (2009)
- 4 Intimate Nights with Beyoncé (2011)
- Revel Presents: Beyoncé Live (2012)